# Catedrala Episcopală din Huși
Biserica "Sf. Apostoli Petru și Pavel" din Huși este o biserică ortodoxă din municipiul Huși (județul Vaslui). Ea a fost construită de domnitorul Ștefan cel Mare (1457-1504) în anul 1495, fiind refăcută din temelie de către episcopul Inochentie al Hușilor în perioada 1753-1756. Această biserică a îndeplinit rolul de catedrală a Episcopiei Hușilor între anii 1598-1949, iar după reînființarea Episcopiei Hușilor în 1996 și-a reluat acest rol. Ea se află localizată pe strada Mihail Kogălniceanu nr. 19.
Ansamblul Episcopiei Hușilor a fost inclus pe Lista monumentelor istorice din județul Vaslui din anul 2015, având codul de clasificare  VS-II-a-A-06839  și fiind format din 5 obiective:
- Biserica "Sf. Apostoli Petru și Pavel" - datând din 1753-1756 și având codul VS-II-m-A-06839.01
- Palatul Episcopal - datând din 1782-1792 și având codul VS-II-m-A-06839.02
- Pivnițele casei domnești - datând din sec. XV-XVII și având codul VS-II-m-A-06839.03
- Turnul de poartă și clopotniță - datând din 1938 și având codul VS-II-m-A-06839.04
- Zidul de incintă - datând din 1849 și având codul VS-II-m-A-06839.05

## Istoric

### Ctitorirea bisericii

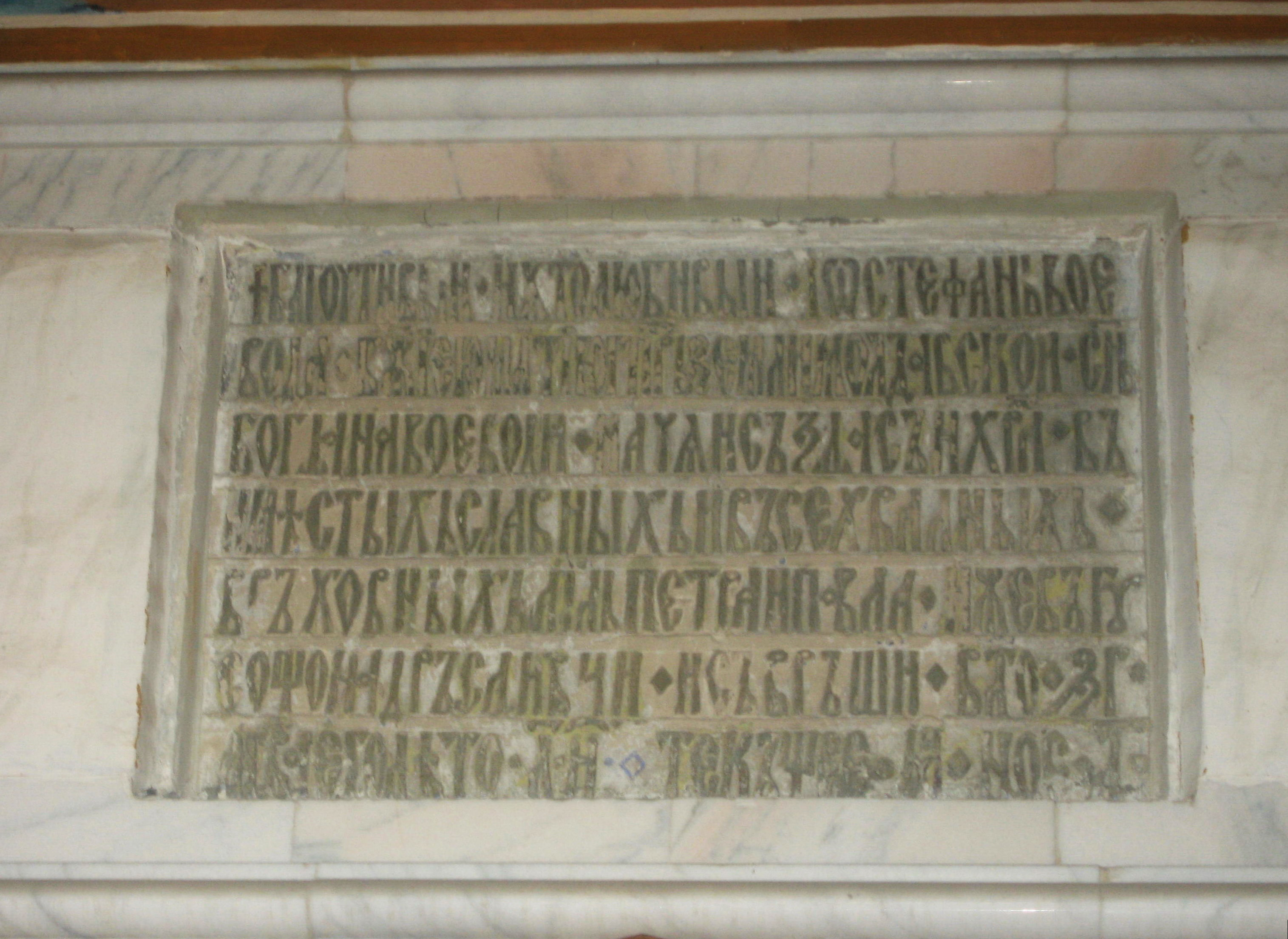
Pisania din vremea lui Ştefan cel Mare (1495)

Conform celor afirmate de pr.prof. Scarlat Porcescu în monografia "Episcopia Hușilor. Pagini de istorie" (Roman, 1990), denumirea localității Huși provine de la un boier autohton, pe nume Husul, care a trăit în secolul al XV-lea, ai cărui urmași "au fost niște Huși". Familia acestui boier a clădit o biserică de lemn pentru locuitorii de acolo, biserică care ar fi dăinuit până în 1495.  Această legendă este zugrăvită în prezent pe pereții bisericii.
Fondat pe la mijlocul secolului al XV-lea ca o așezare modestă, Hușiul ajunge să fie târg la sfârșitul secolului al XV-lea. Voievodul Ștefan cel Mare (1457-1504) este cel care îi acordă statutul de târg, îi delimitează hotarele și construiește aici o curte domnească, în curtea căreia va ridica în 1495 o biserică cu hramul Sfinților Apostoli Petru și Pavel. 
Deasupra ușii de intrare în biserică se află o pisanie în limba slavonă, cu următorul text: „Binecredinciosul și de Hristos iubitorul, Io Ștefan Voievod, din mila lui Dumnezeu Domnul Țării Moldovei, fiul lui Bogdan Voievod, a început a zidi această casă întru numele sfinților, slăviților și întru-tot-lăudaților mai-marilor apostoli Petru și Pavel, care este în Huși pe Drăslăvăț și s-a săvârșit în anul 7003, iar al Domniei-sale al 38-lea curgător, luna noiembrie 30”. 
Conform erei bizantine, reiese din pisanie ca an al finalizării construcției anul 1494 (deoarece când data este cuprinsă între 1 septembrie și 31 decembrie se scad 5509 ani din anul erei bizantine pentru a afla anul erei noastre). Totuși, până la anul 1572 se utiliza în Moldova stilul de la 1 ianuarie, iar după această dată stilul bizantin de la 1 septembrie.   Coroborând aceste date cu informația că biserica a fost sfârșită în al 38-lea an de domnie al voievodului Ștefan cel Mare (1457-1504), reiese că data finalizării construcției este 30 noiembrie 1495.
Biserica nu a fost înzestrată cu moșii și sate, ctitorul dorind ca ea să fie biserică a reședinței domnești și nu biserică de mănăstire sau biserică parohială. Mai bine de un secol, târgul Huși a fost proprietate domnească.
În anul 1598, domnitorul Ieremia Movilă (1595-1606) a întemeiat Episcopia Hușilor, care urma să-și exercite jurisdicția asupra Ținutului Fălciului (din dreapta și stânga Prutului), Ținutului Lăpușnei (partea ce rămăsese după luarea Tighinei cu cele 12 sate sub stăpânire turcească), Ținutul Orheiului și Ținutul Sorocăi.  Biserica "Sf. Apostoli Petru și Pavel" din Huși a devenit catedrală episcopală, iar domnitorul a înzestrat-o cu mai multe sate. 
În următorul secol și jumătate, biserica a fost deteriorată de o succesiune de evenimente nefaste. Cutremurul din 1692 a dus la prăbușirea ambelor turle și la crăparea lăcașului de jur împrejur ("fiind crăpată prinprejur era numai să cadă").  La 1708-1709, se spunea că biserica episcopală din Huși era "arsă și prădată și cădzută la mare slăbiciune... cât au rămas numai piatra, nici case, nici chilii, nici ogradă prinpregiur". 
Deși episcopul Sava (1709-1714) a făcut mari eforturi să o restaureze, turcii și tătarii au prădat-o și incendiat-o după bătălia de la Stănilești (1711) în așa fel încât nu au mai rămas decât zidurile goale ("numai piatra în jariște"). Dintr-un hrisov din 28 decembrie 1714 aflăm că domnitorul Nicolae Mavrocordat (1711-1715) a reușit să repare și să acopere biserica, construind ziduri de incintă și chilii în curte. 
Nici aceste lucrări nu au durat mult, deoarece în 1740 tătarii au prădat crunt biserica, jefuind-o de odoare.  Într-un document din 12 septembrie 1740, domnitorul Grigore al II-lea Ghica (1726-1733, 1735-1739, 1739-1741 și 1747-1748) arăta că în timpul tulburărilor provocate de război, catedrala episcopală din Huși a fost prădată "de toate bucatile și de toate odăjdiile bisăricii de oștile ce s-au petrecut pe acolo, fiind drum mare". El îi acorda o serie de scutiri fiscale "ca să să poată rădică să agiungă la stare ce să cade".

### Reconstrucția bisericii

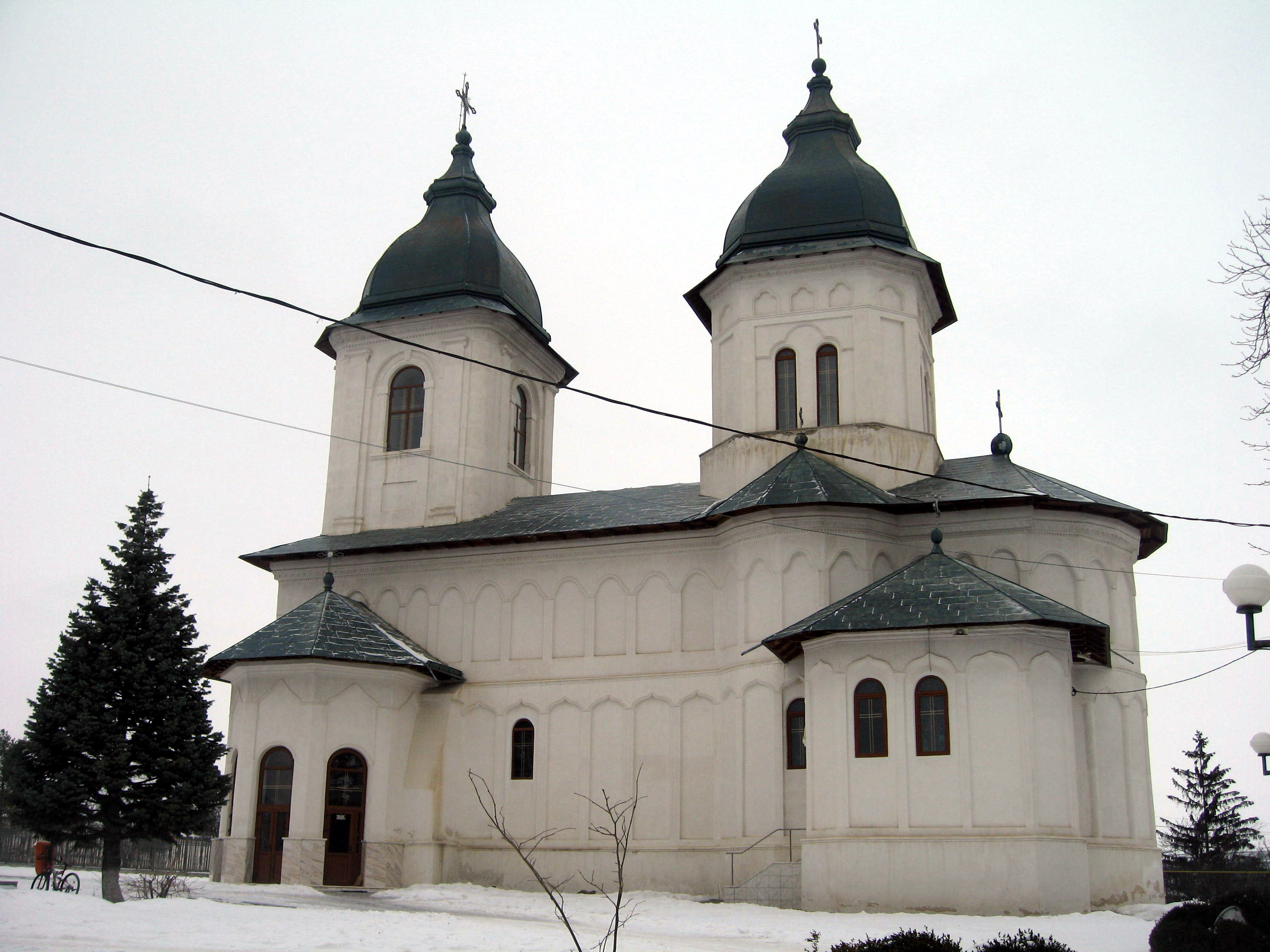
Biserica "Sf. Apostoli Petru şi Pavel" din Huşi

În anul 1752, pe scaunul episcopal al Hușilor a ajuns episcopul Inochentie (1752-1782). Acesta a găsit biserica într-o stare atât de ruinată, încât nu se mai putea sluji în ea. Cu sprijinul domnitorului Matei Ghica (1753-1756), episcopul Inochentie a dărâmat biserica ștefaniană până la temelii și a reconstruit-o între anii 1753-1756, încastrând pisania lui Ștefan cel Mare în pereții bisericii. Lucrările de reconstrucție au fost finalizate la 9 ianuarie 1756. La moartea sa, episcopul Inochentie a fost înmormântat în biserică, lângă strana arhierească. 
Episcopul Iacob Stamati (1782-1792) a înzestrat biserica cu o catapeteasmă nouă pictată de zugravul Nicolae Moscovli (în 1784), cu un clopot mare, cu veșminte scumpe de la Veneția, precum și cu alte podoabe. Prin osteneala sa a fost adusă în biserica episcopală o mână din moaștele Sf. Mucenițe Chiriachi (de la Muntele Athos), care se păstrează și astăzi într-un chivot de argint aurit dăruit de generalul rus Pavel Kiseleff. 
În 1793, episcopul Veniamin Costachi (1792-1796) a reparat și pictat biserica episcopală. Cu acest prilej, a fost amplasată o pisanie cu următorul cuprins: "+ Sau înnoit aciastă sfăntă bisărică de sfinție sa Kir Veniamin Kostaki episcop Hușului la anulŭ 1793". 
Biserica a fost puternic avariată de cutremurul din 1802. Ca urmare, episcopul Meletie Lefter "Brandaburul" (1803-1826) a fost nevoit să dărâme biserica până la ferestre și s-o refacă numai cu o singură turlă. În 1849 s-a înlocuit catapeteasma veche cu una nouă, cea veche ajungând la Biserica "Sf. Arhangheli" din același oraș.
În timpul păstoririi episcopului Silvestru Bălănescu (1886-1902), au fost efectuate reparații radicale la catedrală. A fost adăugată cea de-a doua turlă (1891), au fost amplasate vitralii și a fost pictat interiorul și catapeteasma bisericii de către pictorul Gheorghe Tattarescu (1890-1891).
O serie de modificări au fost aduse bisericii episcopale între anii 1910-1911 de către episcopul Conon Arămescu-Donici (1902-1912). În timpul păstoririi sale s-a mărit pridvorul, s-au construit cele două veșmântării (preoțească și arhierească) de-o parte și de alta a sfântului prestol, mărindu-se, totodată, și proscomidiarul, s-a parchetat altarul, s-au acoperit turlele cu tablă de aramă și s-au îmbrăcat în argint două icoane mari din catapeteasmă. Episcopul Nifon Criveanu (1934-1935) a efectuat o serie de reparații ale lăcașului de cult: s-au reparat și vopsit strănile, s-au curățat părțile aurite și argintate din catapeteasmă, s-au reparat cele două veșmântării și pridvorul, s-a revizuit instalația electrică. De asemenea, pictorul Gh. Tomescu a curățat pictura lui Gheorghe Tattarescu, care era complet înnegrită de fum. 
Cutremurul din 10 noiembrie 1940 a avariat clădirea bisericii: s-a prăbușit turla construită în 1891, s-au fisurat pereții, iar pictura a căzut în mare parte. Lăcașul de cult a fost reparat în perioada septembrie 1941 - mai 1945 prin purtarea de grijă a episcopului Grigorie Leu (1940-1949), fiind resfințit la 29 iunie 1945. Comisiunea Monumentelor Istorice a oferit bani pentru reclădirea turlei și restaurarea picturii (între 1943-1945), iar Episcopia Hușilor a suportat cheltuielile executării unei catapetesme noi din stejar masiv și a mobilierului interior de stejar, precum și pentru modificarea cafasului și a pridvorului. După finalizarea lucrărilor, s-a amplasat o pisanie cu următorul text: "Înoitu-sa întru totul această sf. biserică, stricată de marele cutremur când pe pământ nu era pace - 10 noembrie 1940. Prin osârdia P.S. Episcop Grigorie Leu. 1941-1945".
După instaurarea regimului comunist la putere în România, la 5 februarie 1949 Episcopia Hușilor a fost desființată prin Decretul Prezidiului Marii Adunări Naționale privind aprobarea statutului pentru organizarea și funcționarea Bisericii Ortodoxe Române, fiind unită cu Episcopia Romanului și formându-se Episcopia Romanului și Hușilor, cu sediul la Roman. Hușiul nu a mai fost reședință episcopală.
În anul 1996, Sf. Sinod al Bisericii Ortodoxe Române a reactivat Episcopia Hușilor, numindu-l ca episcop pe PS Ioachim Mareș Vasluianul, fost arhiereu-vicar al Episcopiei Romanului și Hușilor. După instalarea sa ca episcop la Huși, el s-a îngrijit de restaurarea catedralei episcopale și a complexului episcopal. Sub păstorirea sa, au fost efectuate următoarele lucrări: 
- consolidarea catedralei episcopale și a turnului clopotniță,
- repictarea lăcașului de cult de către pictorul Dumitru Bănică,
- confecționarea catapetesmei și a întregului mobilier de către profesorul Alexandru Huțanu,
- pardosirea interiorului lăcașului de cult cu marmură de la SC "Marmosim" S.A. Simeria și
- împodobirea bisericii cu candelabre și obiecte de cult de către firma Dionisios Skiadopolos din Grecia.

După finalizarea acestor lucrări, Biserica "Sfinții Apostoli Petru și Pavel" din Huși a fost resfințită în ziua de duminică, 11 octombrie 1998, de către PF Teoctist Arăpașu, patriarhul României și IPS Daniel Ciobotea, mitropolitul Moldovei și Bucovinei, în cadrul unui sobor alcătuit din următorii ierarhi: mitropolitul Hrisostomos Sinetos de Zakintos, arhiepiscopul Pimen Zainea al Sucevei și Rădăuților, episcopul Epifanie Norocel al Buzăului, episcopul Calinic Argatu al Argeșului, episcopul Eftimie Luca al Romanului, episcopul Ioachim Mareș al Hușilor, episcopul Casian Crăciun al Dunării de Jos, episcopul Ioan Selejan al Covasnei și Harghitei, PS Damaskinos, episcop-vicar al Arhiepiscopiei Atenei, PS Calinic Botoșăneanul, episcop-vicar al Arhiepiscopiei Iașilor și PS Gherasim Putneanul, episcop-vicar al Arhiepiescopiei Sucevei și Rădăuților, împreună cu un sobor de preoți și un număr impresionant de credincioși. 
Cu acest prilej, a fost amplasată o nouă pisanie cu următorul text:
"La data de 5 februarie 1949, regimul ateist a desființat această Episcopie, fiind reactivată în anul 1996, având ca episcop titular pe P.S. IOACHIM MAREȘ sub păstorirea căruia s-au realizat următoarele lucrări: consolidarea catedralei și a turnului clopotniță, pictura murală și iconografică executată de pictorul Dumitru Bănică, confecționarea catapetesmei și a întregului mobilier de profesorul Alexandru Huțanu, pardosirea cu marmură a fost realizată de S.C. "Marmosim" S.A. Simeria, iar împodobirea acestui sfânt locaș cu candelabre și obiecte de cult a fost realizată de firma Dionisios Skiadopolos, din Grecia.
Cu săvârșirea Sfântului Duh
Duminică 11 octombrie 1998 Sfințitu-s-a această biserică de către Prea Fericitul Părinte Teoctist, patriarh al României, și de I.P.S. Daniel Mitropolit al Moldovei și Bucovinei, în cadrul unui sobor alcătuit din următorii ierarhi: I.P.S. Hrisostomos, Mitropolit de Zakintos, I.P.S. Pimen al Sucevei și Rădăuților, P.S. Epifanie al Buzăului, P.S. Calinic al Argeșului, P.S. Eftimie al Romanului, P.S. Ioachim al Hușilor, P.S. Casian al Dunării de Jos, P.S. Ioan al Covasnei și Harghitei, P.S. Damaschinos, Episcop vicar al Arhiepiscopiei Atenei și P.S. Episcopi vicari Calinic al Arhiepiscopiei Iașilor și Gherasim al Arhiepiescopiei Sucevei, împreună cu soborul de preoți și un număr impresionant de credincioși."

## Descrierea bisericii

### Arhitectura
Biserica actuală nu mai seamănă cu biserica construită de Ștefan cel Mare. De la biserica veche s-au mai păstrat doar temelia și pisania veche. 
Biserica "Sf. Apostoli Petru și Pavel" din Huși are plan triconc, cu turlă pe naos și turn-clopotniță pe pronaos. Fațadele monumentului sunt realizate în stil baroc, fiind păstrată organizarea tradițională pe două registre separate de un brâu. Absida altarului are formă poligonală în exterior, cu șapte laturi.
Deasupra pronaosului se află o calotă pe pandantivi și arcuri dublou. Turla de deasupra naosului are formă octogonală, fiind sprijinită pe arcuri dublou și coloane adosate. Deasupra altarului și absidelor laterale sunt bolți semicilindrice.

### Iconografia
Pictura murală a fost realizată de pictorul Gheorghe Tattarescu între anii 1890-1891. Ca urmare a faptului că a fost înnegrită de fum în timp, Comisiunea Monumentelor Istorice l-a desemnat pe pictorul Gh. Tomescu pentru a o spăla. Această acțiune s-a derulat în anul 1935, iar pictura și-a recăpătat frumusețea și strălucirea inițială. 
Cutremurul din 10 noiembrie 1940 a deteriorat clădirea bisericii, turla construită de episcopul Silvestru Bălănescu s-a prăbușit, zidurile s-au crăpat, iar pictura a căzut în mare parte. Ca urmare, ea a fost refăcută între anii 1943-1945 de către Comisiunea Monumentelor Istorice.
După reînființarea Episcopiei Hușilor (1996), s-a realizat o refacere a picturii între anii 1997-1998 de către pictorul Dumitru Bănică.

### Odoare de preț
Printre odoarele de preț de care dispune Catedrala Episcopală din Huși menționăm următoarele: 
- o mână din moaștele Sf. Mucenițe Chiriachi (de la Muntele Athos) - care se păstrează într-un chivot de argint aurit dăruit de generalul rus Pavel Kiseleff
- un Engolpion dăruit episcopului Inochentie de țarina Ecaterina a II-a a Rusiei. Între anii 1769-1770, o delegație diplomatică moldovenească condusă de episcopul Inochentie al Hușilor a călătorit în Rusia pentru a mulțumi țarinei pentru intervenția armatei ruse care a dus la alungarea turcilor din Moldova.
- o Evanghelie îmbrăcată în argint și un Policandru mare din alamă - din timpul episcopului Veniamin Costachi

### Necropolă episcopală
În biserică, lângă strana arhierească, se află mormintele episcopilor Inochentie (1752-1782) și Meletie Istrati (1851-1857). 
Pe lângă acestea, în curtea bisericii, în spatele altarului, se află mormintele episcopilor Iacov Antonovici (1924-1931) și Grigorie Leu (1940-1949).

## Alte construcții

### Zidul de incintă
Între anii 1826-1848, episcopul Sofronie Miclescu a împrejmuit terenul Episcopiei din Huși cu un zid de incintă înalt și gros, din cărămidă. El a fost refăcut în 1938, când s-a construit actualul turn de poartă.
Gardul actual are parapet din piatră și grilaj metalic și urmează traseul fostului zid de incintă.

### Turnul de poartă
În secolul al XVI-lea a fost construită o poartă de acces în incinta curții domnești. Aceasta a fost reclădită în anul 1714 de episcopul Sava, cu sprijinul domnitorului Nicolae Mavrocordat și refăcută de episcopul Sofronie Miclescu în 1849, odată cu zidul de incintă.
Pe locul vechii porți de acces în incinta Episcopiei, episcopul Nifon Criveanu (1934-1939) a construit în anul 1938 un turn de poartă în stil moldovenesc, care a fost executat după un proiect întocmit de arhitectul Dumitru Ionescu-Berechet. Turnul de poartă are secțiune pătrată, cu patru niveluri, iar la bază se află o poartă carosabilă cu deschidere semicirculară. 
Turnul de poartă este sprijinit la colțuri de contraforturi în trepte. De o parte și de alta a sa se află două corpuri scunde, cu acces spre turn și spre locuința portarului. Încăperea care adăpostește clopotnița este marcată în exterior printr-un registru de ocnițe în acoladă. Aici se află un clopot de 1730 kg, turnat din două mai mici, după modelul clopotului lucrat la Kiev pentru Biserica domnească din Bârlad de către domnitorul Vasile Lupu (1634-1653). 

### Palatul episcopal
Voievodul Ștefan cel Mare (1457-1504) a acordat Hușiului statutul de târg și a construit aici o curte domnească, în curtea căreia a ridicat în 1495 o biserică. Din casa domnească, construită de domnitorul Ștefan cel Mare în secolul al XV-lea, se păstrează doar pivnițele ce au fost înglobate în secolul al XVIII-lea în actualul palat episcopal. Pivnițele au ziduri din piatră și cărămidă cu bolți semicilindrice și scări de piatră. 
După înființarea Episcopiei Hușilor (1598), în curtea catedralei a fost construită o reședință episcopală. Aceasta a fost arsă de turci în 1711 și refăcută în 1714 de episcopul Sava, cu ajutorul domnitorului Nicolae Mavrocordat.
Palatul episcopal actual a fost construit între anii 1771-1792, la inițiativa episcopilor Inochentie și Iacov Stamati, pe ruinele fostului palat domnesc (sec. XV-XVII), înglobând și pivnițele din vremea domnitorului Ștefan cel Mare. 
Reședința episcopală a ars în 1813 și a fost reclădită de episcopul Sofronie Miclescu în 1849. Fațadele au suferit unele transformări în 1890 și 1934-1938, când au fost modificate cerdacele de pe laturile de nord și de sud. A funcționat ca muzeu eparhial (1926-1949, 1983-2004) și ca muzeu municipal (1960-1982). Începând din anul 2004, aici se află reședința episcopului Hușilor. Muzeul eparhial a fost mutat într-o clădire de la sfârșitul secolului al XIX-lea, aflată pe strada 1 Decembrie nr. 10. 
Palatul episcopal este o clădire cu plan dreptunghiular, având decroșuri pronunțate pe fațadele de est, nord și sud; parter și etaj pe pivnițele anterioare (sec. XV). Interiorul are o structură simetrică, organizată în funcție de un hol central cu scări monumentale de lemn. Fațadele sunt realizate în stil neoclasic, cu elemente baroce. 

### Chiliile
Între anii 1826 și 1849, la inițiativa episcopului Sofronie Miclescu, au fost construite încăperi pentru personalul Episcopiei. Acestea au fost renovate de episcopul Nifon Criveanu, în 1934, odată cu zidul de incintă de piatră, pe locul vechilor construcții din secolele XVII-XVIII. În prezent se mai păstrează doar un corp de plan dreptunghiular, cu un nivel, încăperi dispuse în filă și portic cu coloane din cărămidă. Acest corp, situat pe latura de nord-est a incintei, este astăzi vitrat.
În chiliile Episcopiei au funcționat în anumite perioade Școala de cântăreți bisericești (1846-1859, 1892-1939) și Seminarul Eparhial (1851-1859, 1919-1931).

### Cișmeaua veche
La sud de clădirea bisericii este amplasată o cișmea veche din piatră, de forma unui obelisc cu o cruce în vârf. Cișmeaua veche din curtea Episcopiei a fost refăcută de ierodiaconul Agatanghel, iconomul Episcopiei Hușilor, în anul 1864, în timpul păstoririi arhiereului Melchisedec Ștefănescu "Tripoleos" ca locțiitor de episcop (1861-1864). Pe latura vestică a obeliscului se află următoarea inscripție: “Această fontană s'a prefăcut sub pre sfințitul archiereu Melchisedec în 4 anu allu locotenenței prin iconomul Episcopiei D(e). H(uși). ierodiaconul Acatancel 1864 ”. 
Degradându-se în timp, cișmeaua a fost refăcută din temelie cu cheltuiala PS Veniamin Pocitan "Bârlădeanul" (arhiereu-vicar al Episcopiei Hușilor), fiind sfințită la 24 iunie 1930, la împlinirea unui an de la hirotonirea acestuia ca arhiereu. Sub pisania veche, a fost amplasată o altă inscripție cu textul: "S'a refăcut din temelie această cișmea cu cheltuiala arhiereului Veniamin Pocitan Bârlădeanul. S'a sfințit la împlinirea unui an dela hirotonirea sa ca arhiereu. 24 iunie 1930". Devenit ulterior arhiereu-vicar al Mitropoliei Ungro-Vlahiei, PS Veniamin Pocitan a fost pensionat pentru limită de vârstă la 1 ianuarie 1949 de către patriarhul Justinian Marina, odată cu intensificarea amestecului puterii politice în viața bisericească.
Numele său înscris pe pisania pusă pe cișmea a fost șters cu dalta.

### Monumentul ridicat în memoria binefăcătorilor
În septembrie 1889, episcopul Silvestru Bălănescu al Hușilor a ridicat un monument în amintirea binefăcătorilor bisericii episcopale. Monumentul se află în dreptul altarului bisericii și are o secțiune hexagonală având o cruce în vârf. Pe latura vestică a monumentului se află următoarea inscripție: “Acest monument s-a rădicat în amintirea sânțiților servitori și bine-făcetori ai Bisericei Episcopiei, fiind Episcop Hușilor Silvestru Bălănescu. Anul 1889. Luna Septemvrie.”
Pe laturile monumentului se află mai multe pietre de mormânt ale următorilor: 
- Zanfiraki (tatăl lui Kir Nekolaki) și Zmaranda (soția aceluiași Nekolaki) - piatră de mormânt împodobită de Kir Nekolaki în martie 1808
- Dimitrie și Ecaterina (părinții episcopului Meletie Lefter al Romanului) și Elefterie și Casandra (fratele și cumnata aceluiași episcop) - decedați din anul 1825 și până în 1870
- Anastasia Panu, născută Hurmuzaki, soția lui Anastasie Panu - decedată la 1882

### Monumentul ridicat în memoria lui Veniamin Costachi
În octombrie 1898, episcopul Silvestru Bălănescu al Hușilor a ridicat un monument în memoria mitropolitului Veniamin Costachi (1768-1846), care a păstorit ca episcop la Huși între anii 1792-1796. Monumentul se află la est de clădirea bisericii și este format dintr-un obelisc de piatră cu o cruce în vârf, așezat pe un soclu. 
Pe latura sudică a obeliscului se află următoarea inscripție: “Monument redicat în memoria fericitului întru pomenire Veniamin Costaki, fost episcop al Hușilor de la 1792 iunie 27, al Romanului de la 1796 iunie 1 și mitropolit al Moldovei și Sucevei de la 1803 martie 16 până la 1842 ianuarie 8. Silvestru Bălănescu episcop al Hușilor 1898 l.octombrie”. 

### Morminte
În spatele altarului bisericii se află mai multe morminte. Printre acestea amintim pe cele ale episcopilor Iacov Antonovici (1924-1931) și Grigorie Leu (1940-1949).

### Statuia lui Ștefan cel Mare
În curtea mănăstirii, la sud de biserică, se află statuia lui Ștefan cel Mare și Sfânt, care a fost realizată de sculptorii Gheorghe Alupoae și Cristian Pântea și turnată la Metamar S.A. Baia Mare în 1995.

### Troița
Tot în curtea bisericii se află și o troiță din lemn, care a fost sculptată de arhimandritul Mina Dobzeu, călugărul basarabean care l-a botezat la 15 martie 1960, într-o pușcărie comunistă, pe Nicolae Steinhardt. 

## Imagini

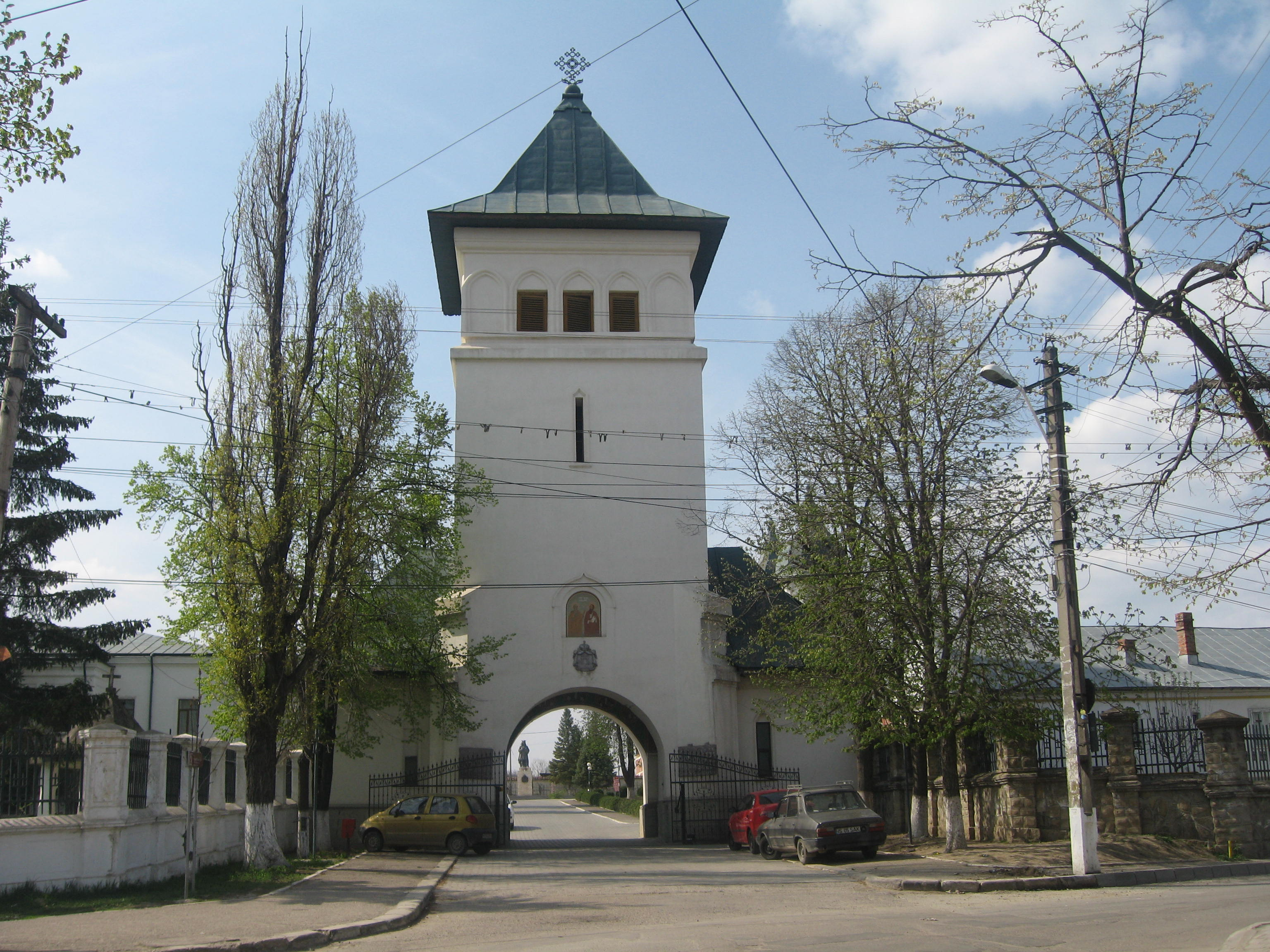
Turnul de poartă al incintei episcopale
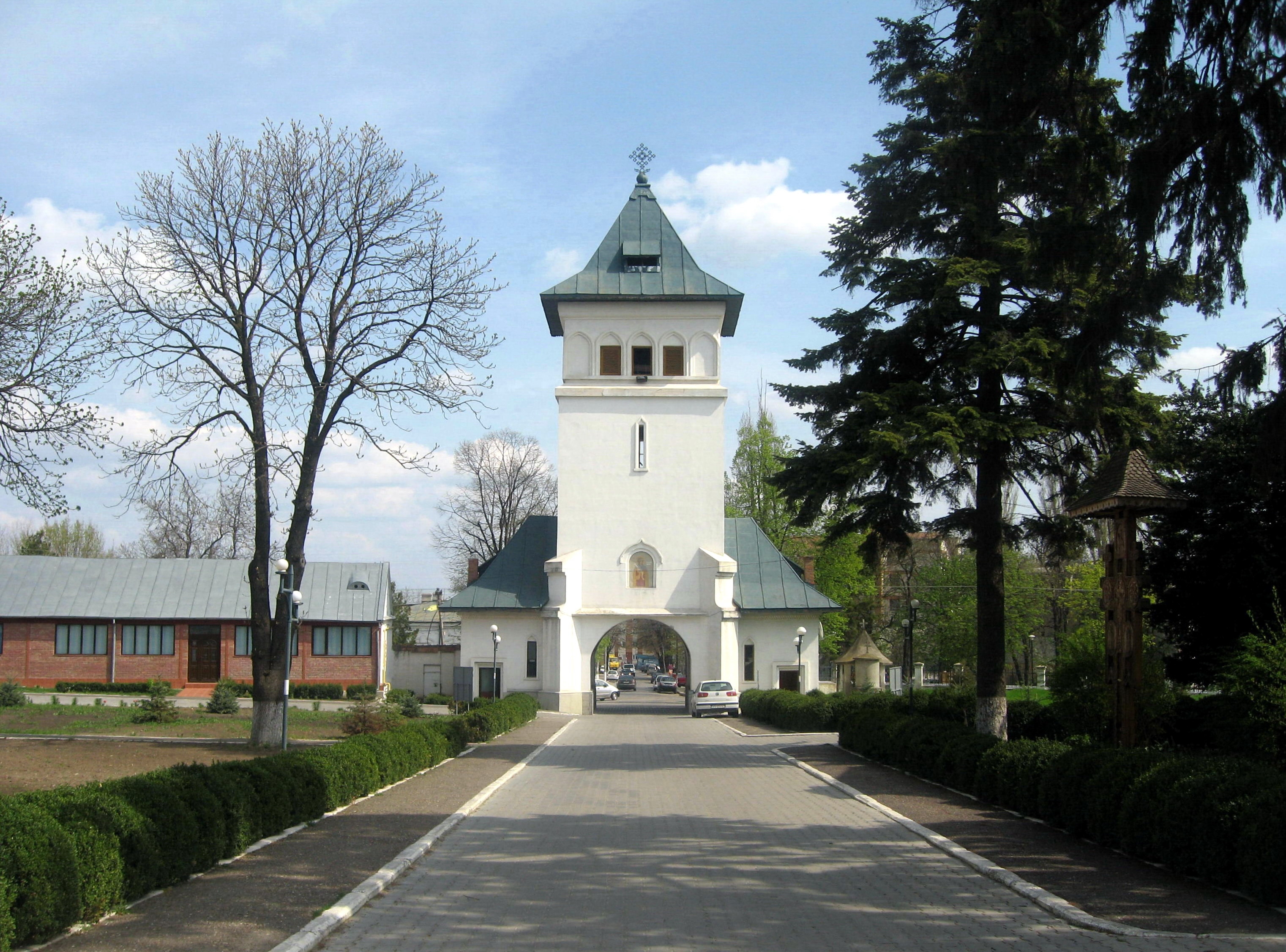
Turnul de poartă văzut din incinta episcopală
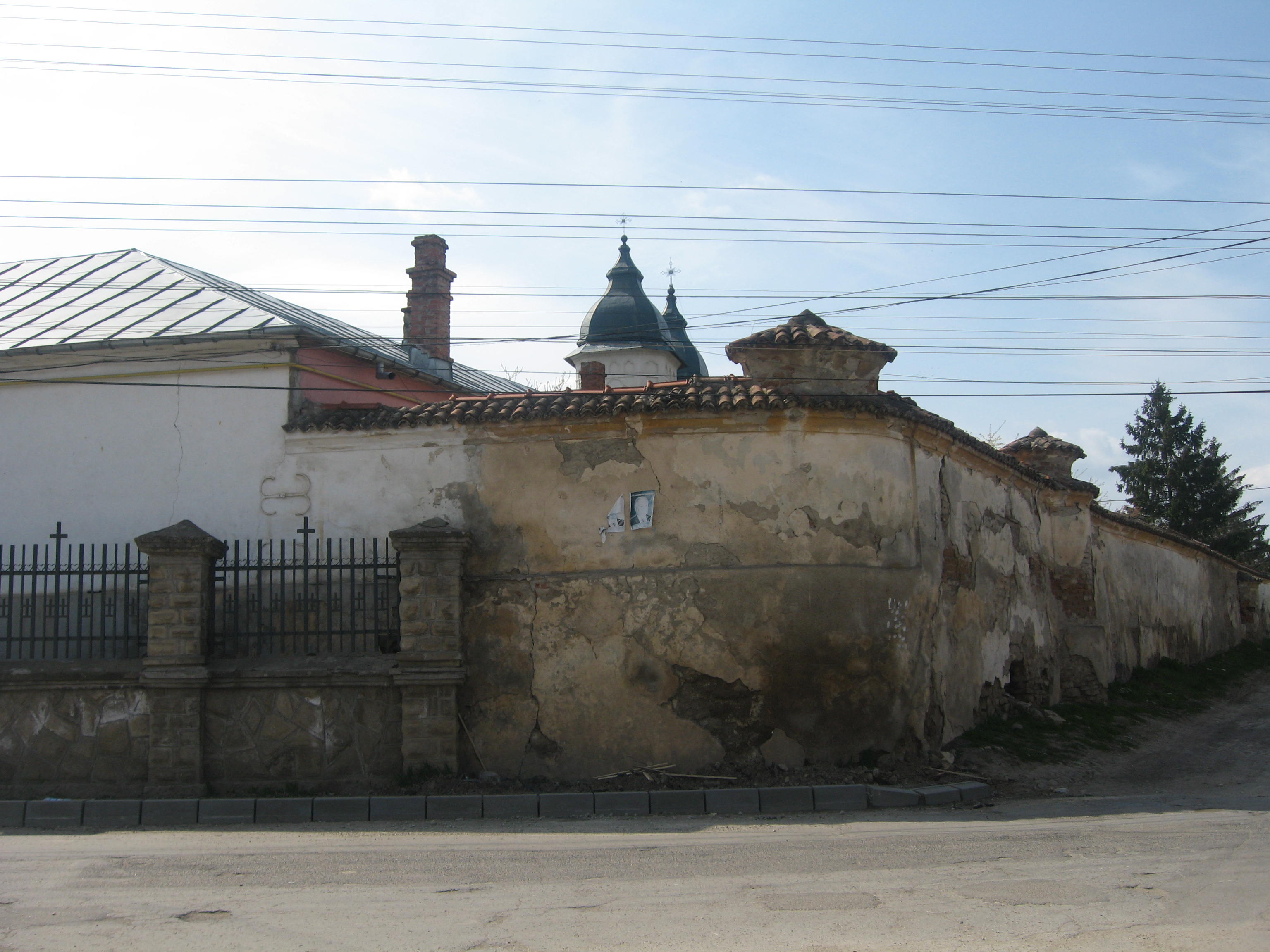
Colţul de nord-est al zidului de incintă
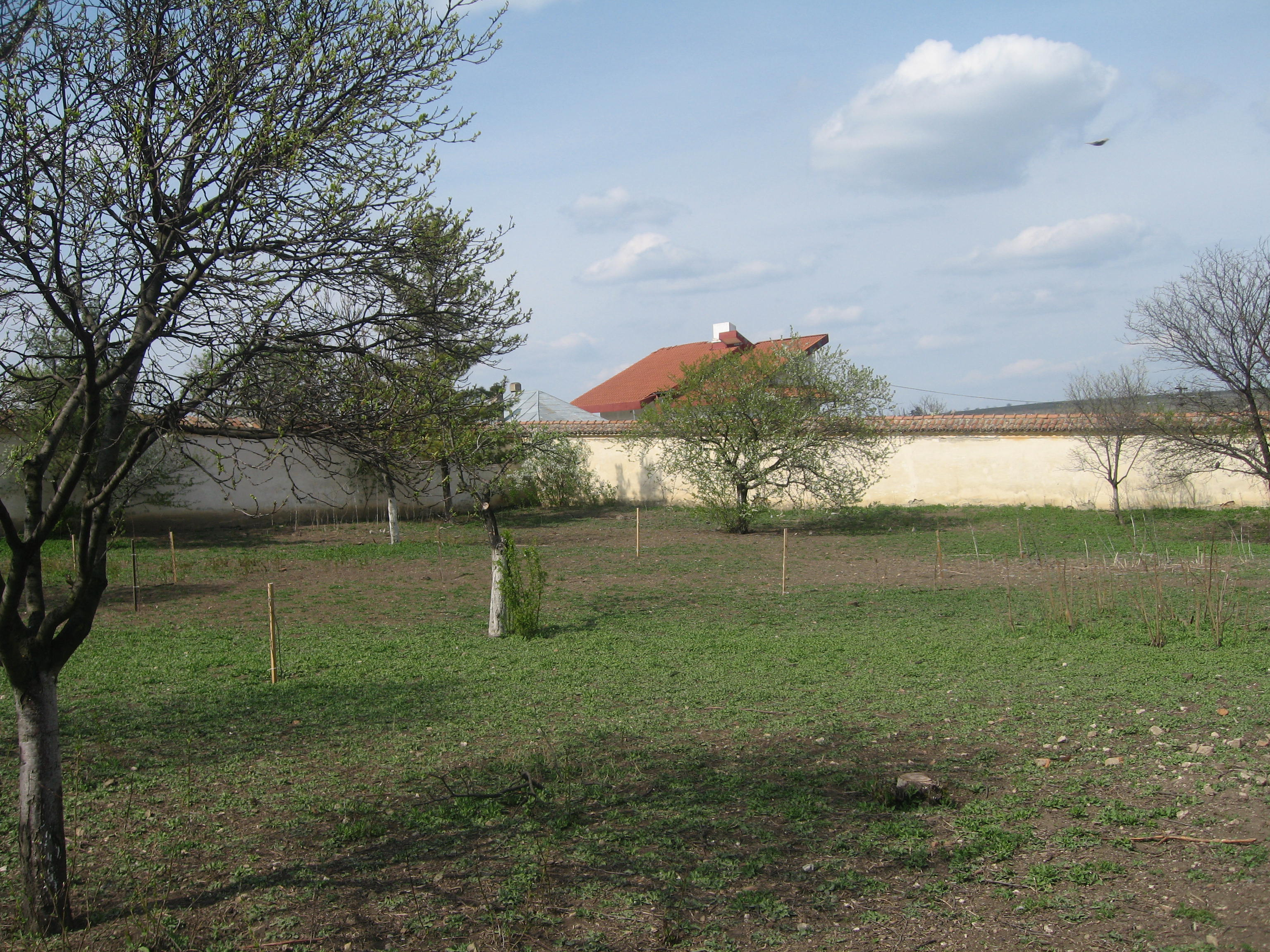
Colţul de nord-vest al zidului de incintă
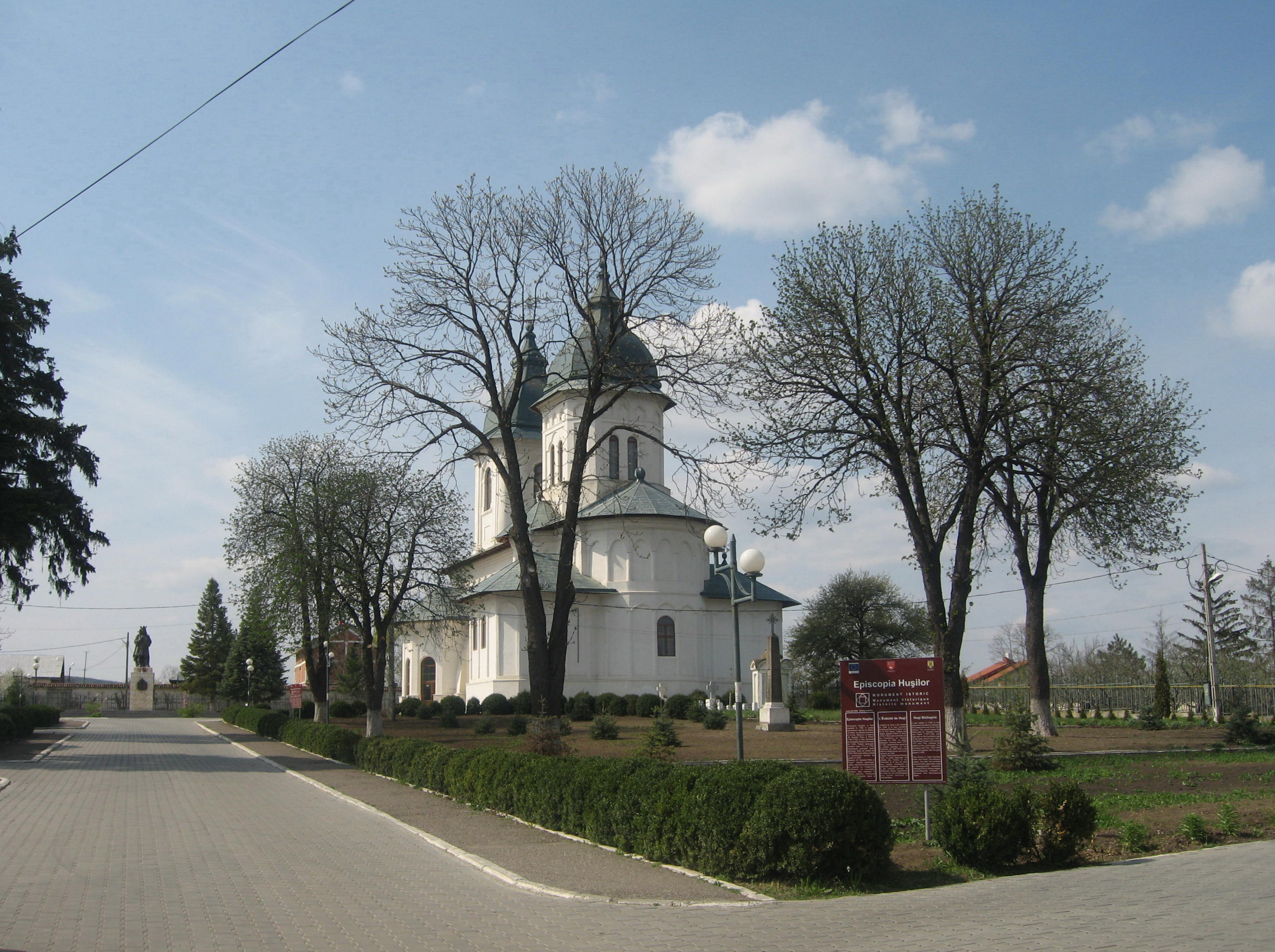
Biserica văzută dinspre intrarea în ansamblul Episcopiei
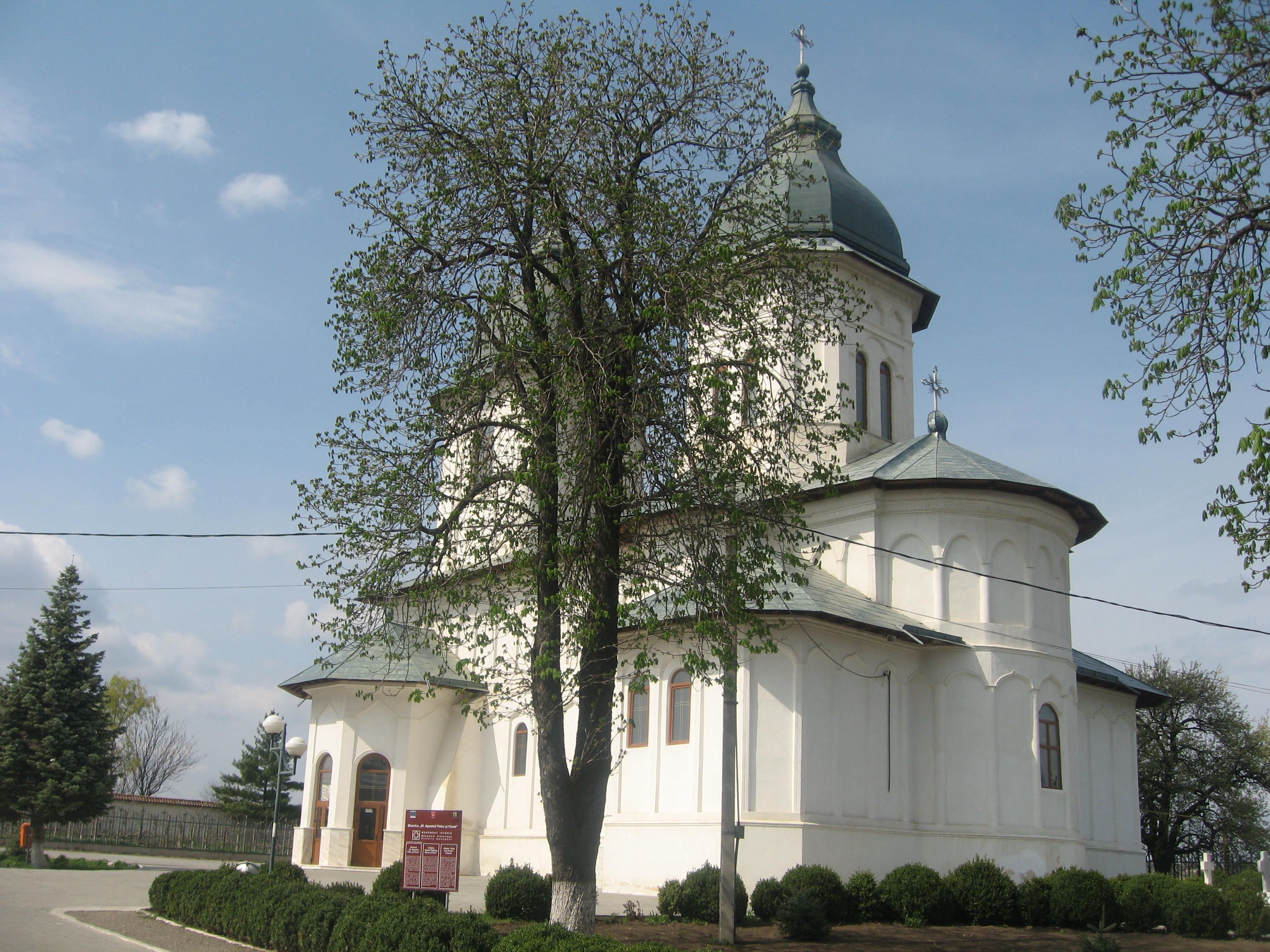
Biserica văzută dinspre sud-est
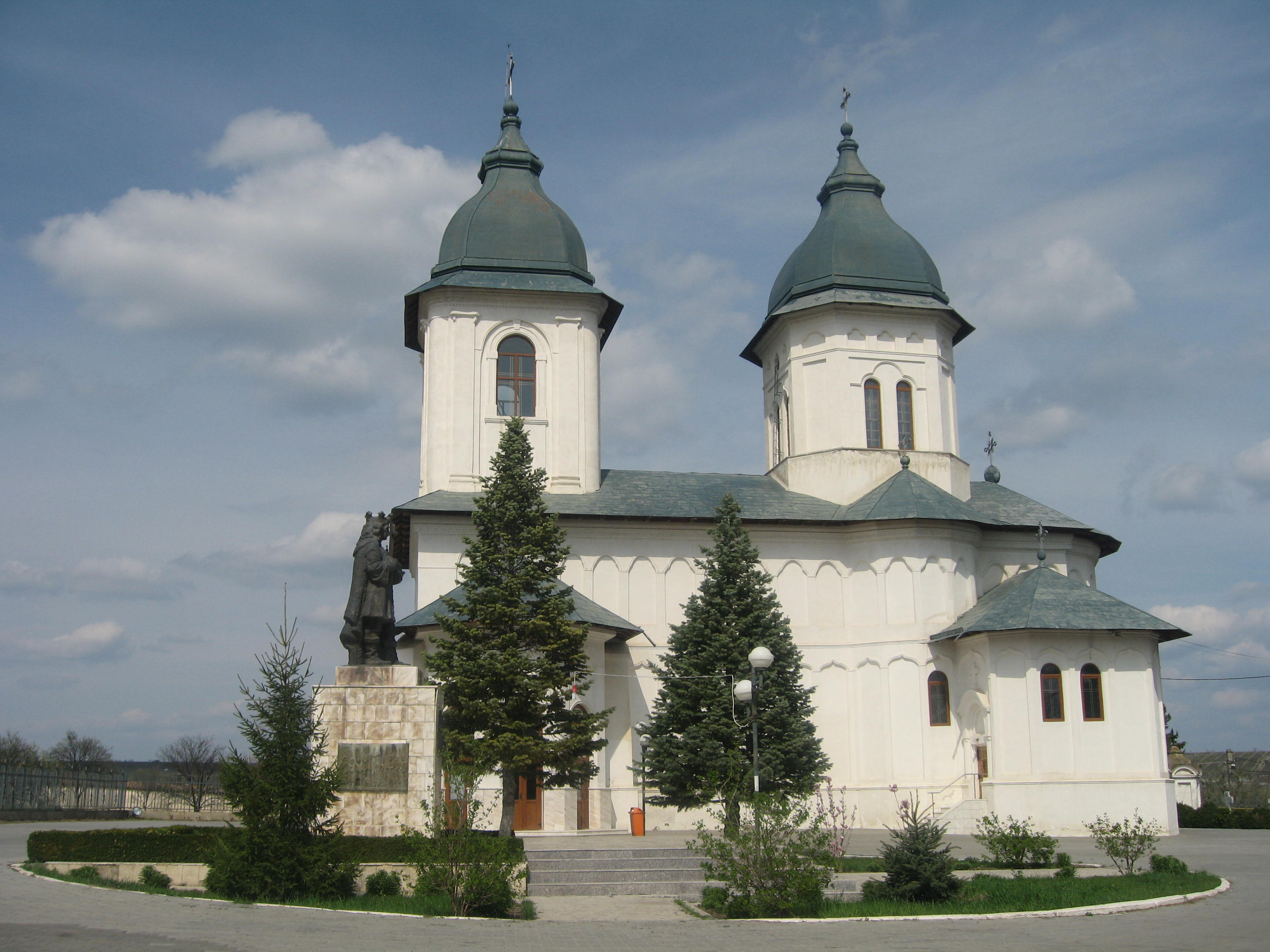
Biserica "Sf. Apostoli Petru și Pavel"
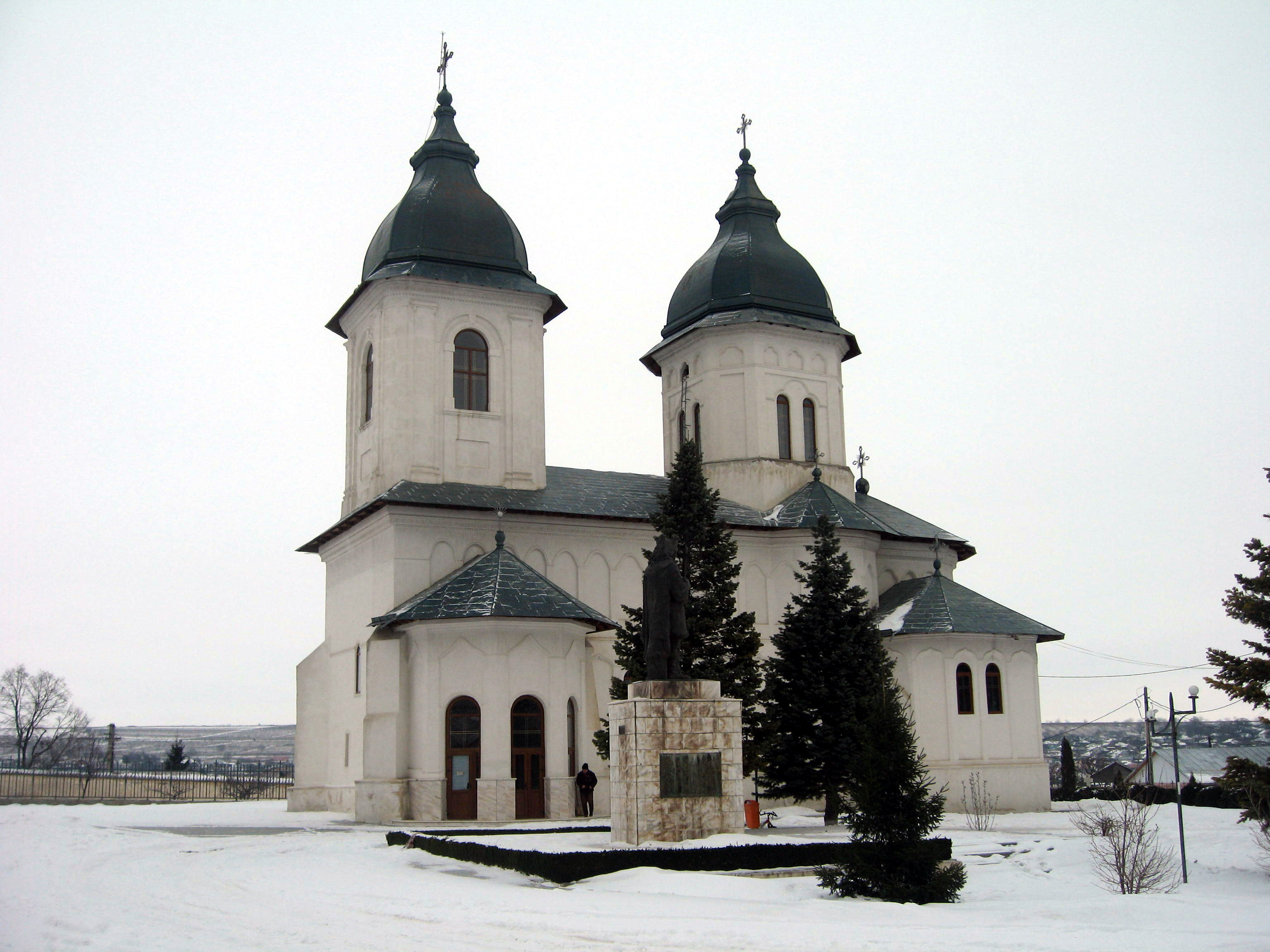
Latura sudică a bisericii
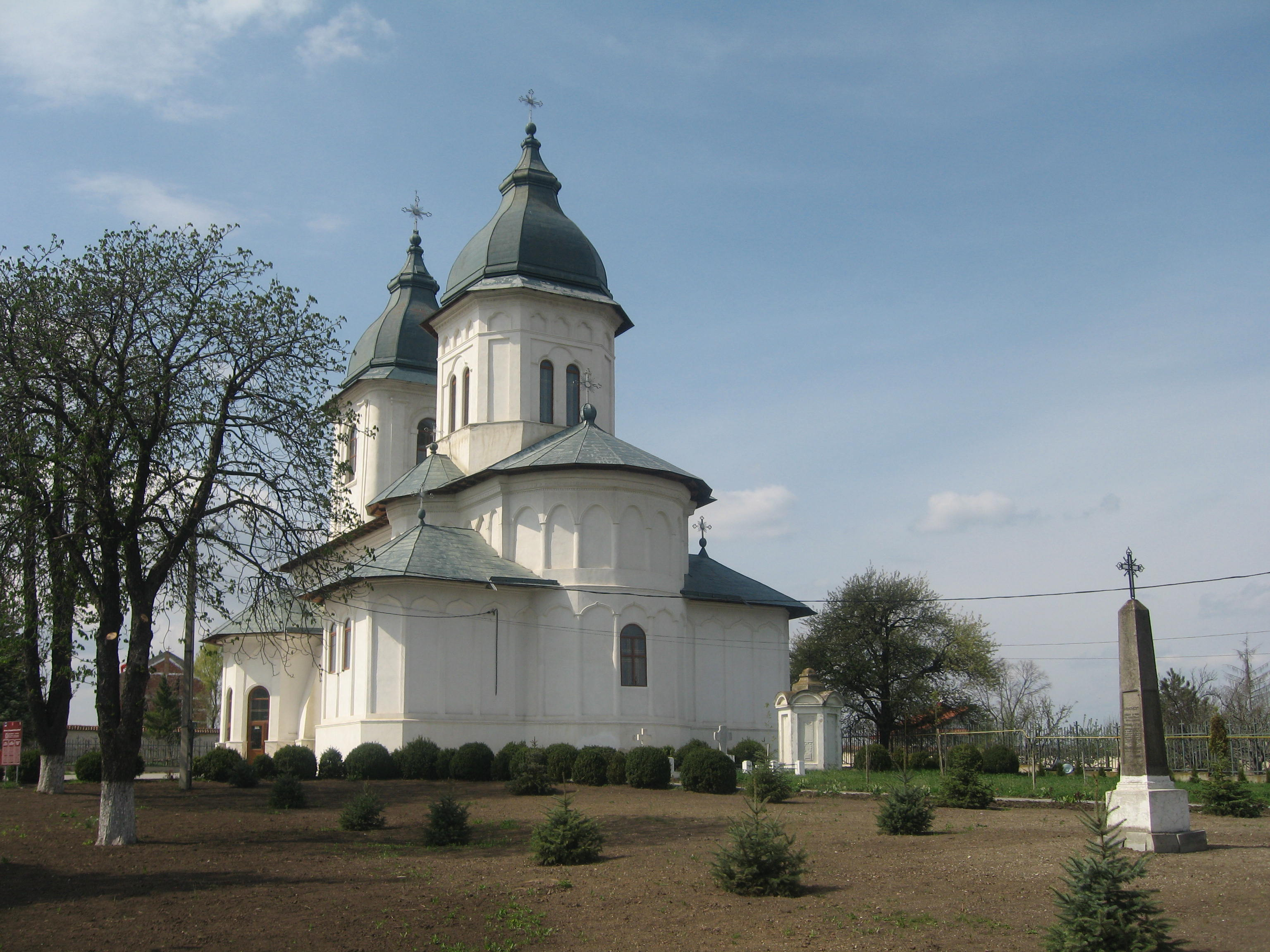
Biserica văzută dinspre est
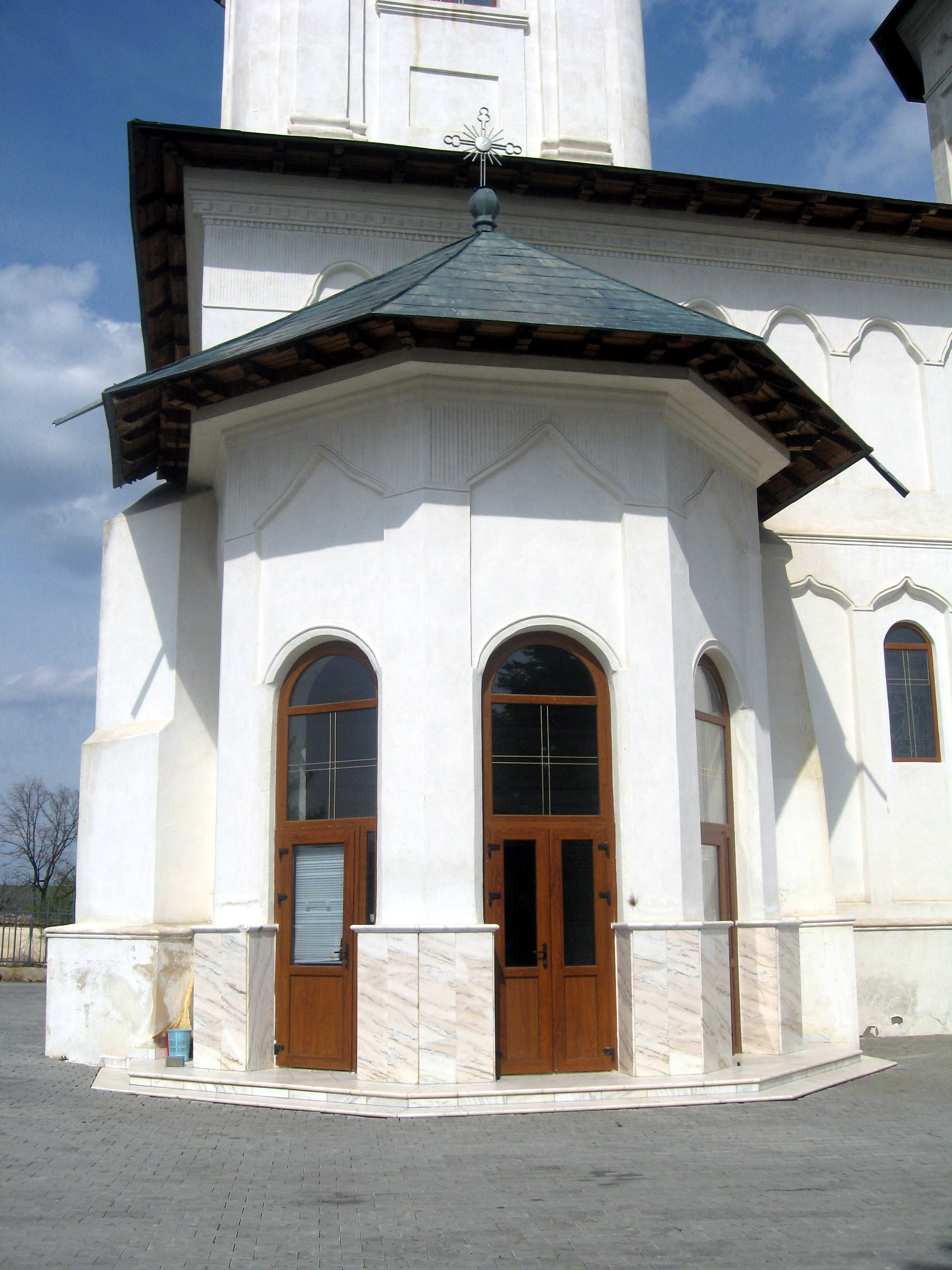
Intrarea în biserică
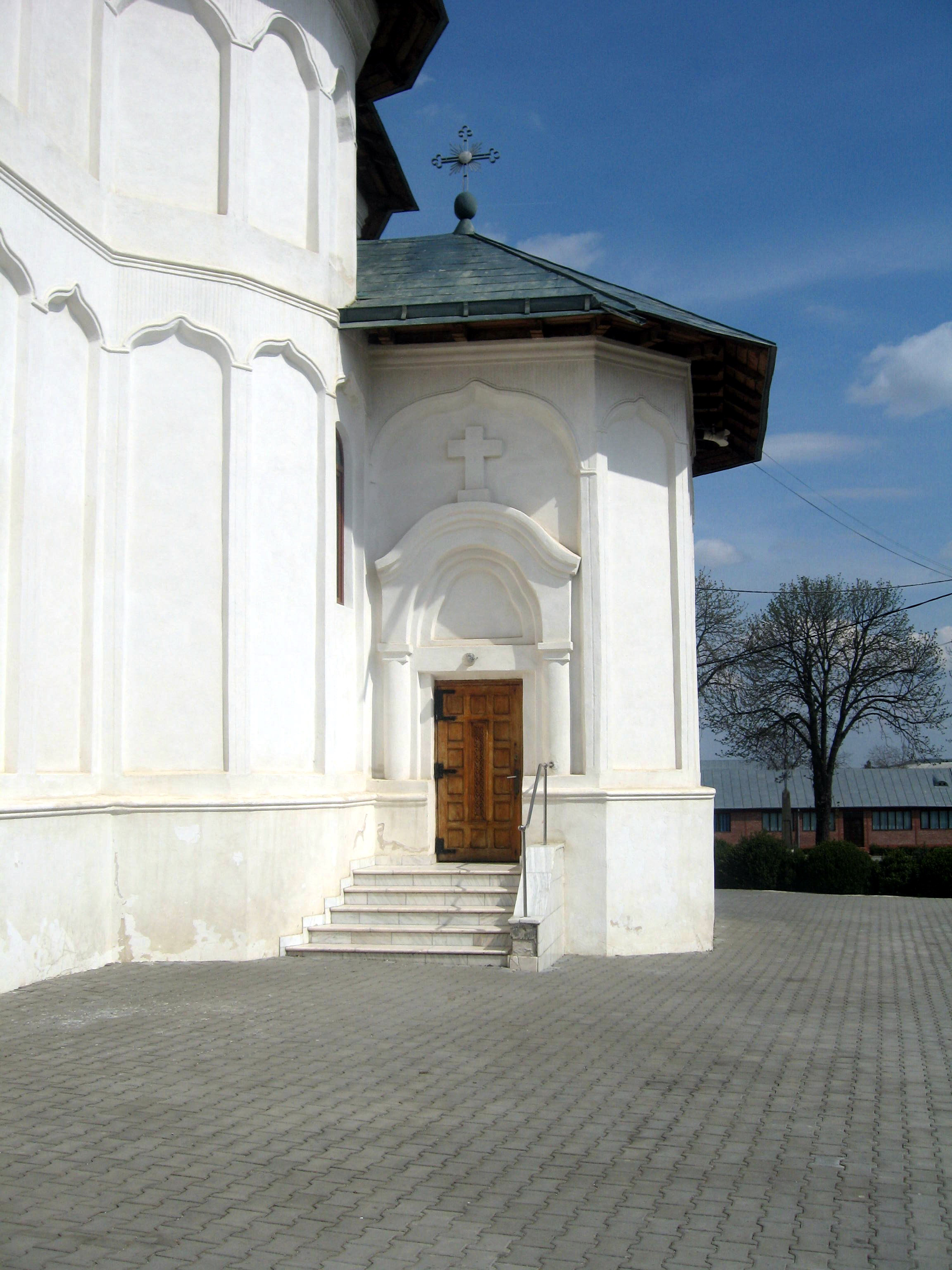
Intrare în altar
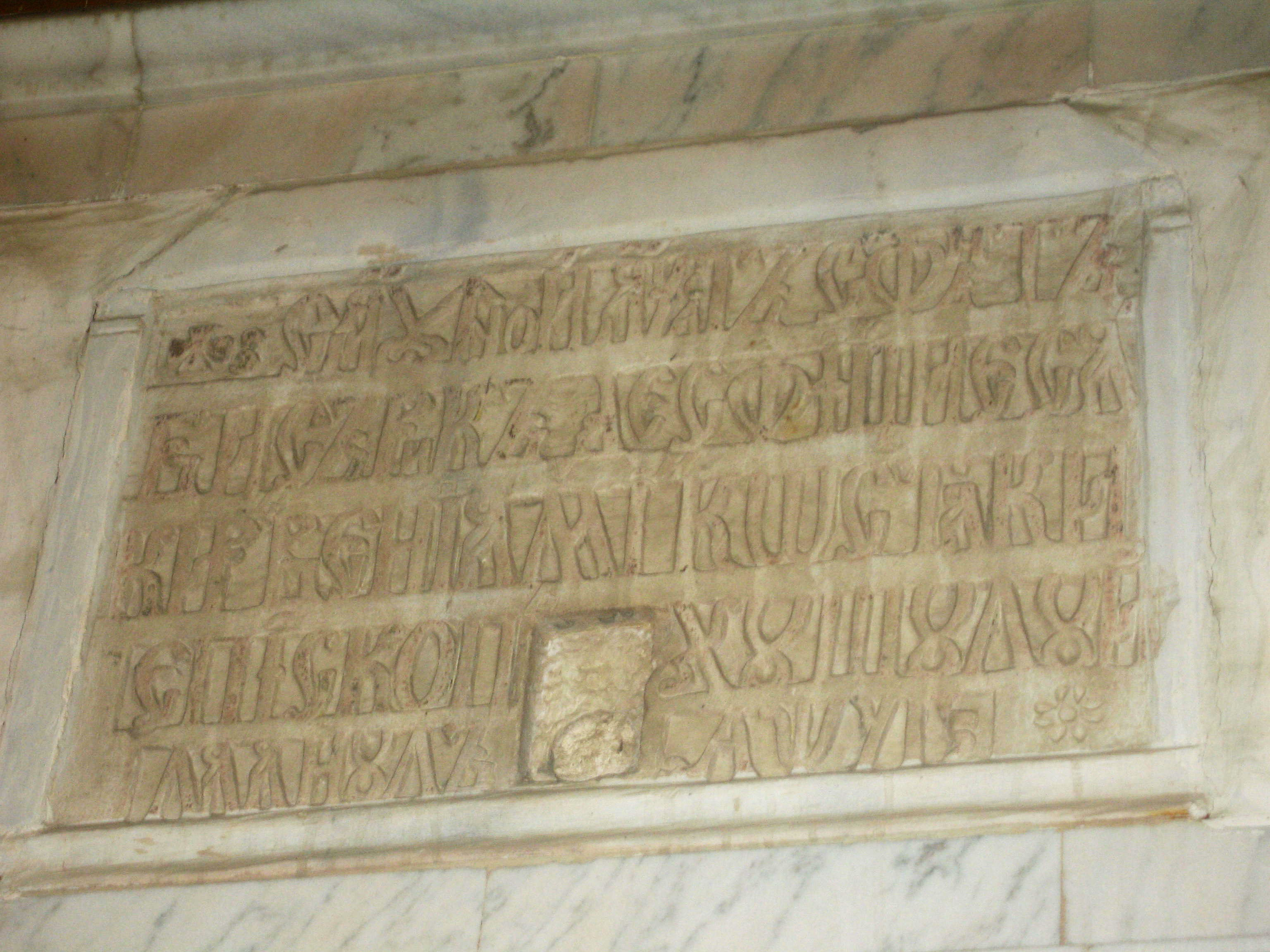
Pisania lui Veniamin Costachi (1793)
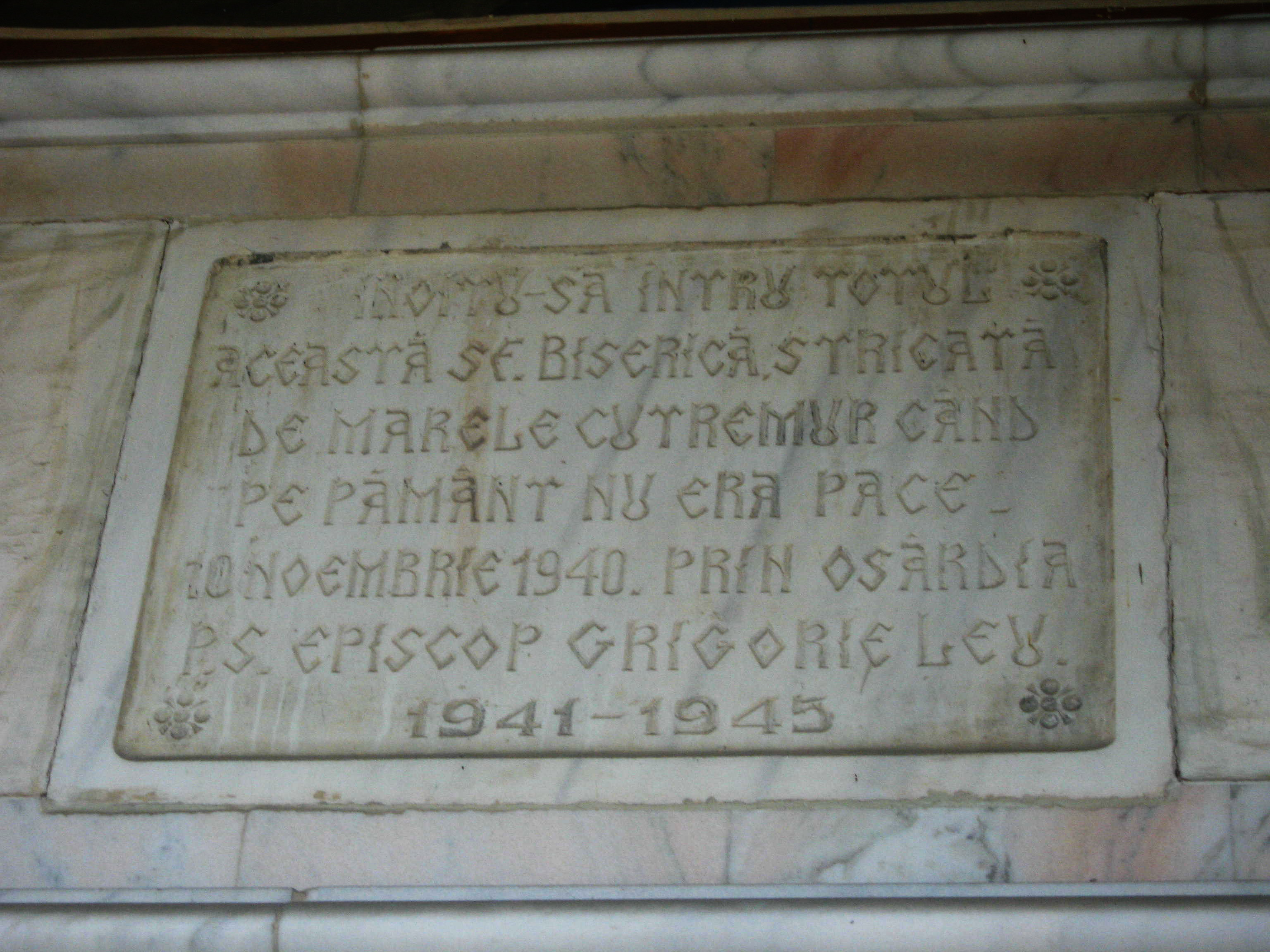
Pisania pusă de episcopul Grigorie Leu (1945)
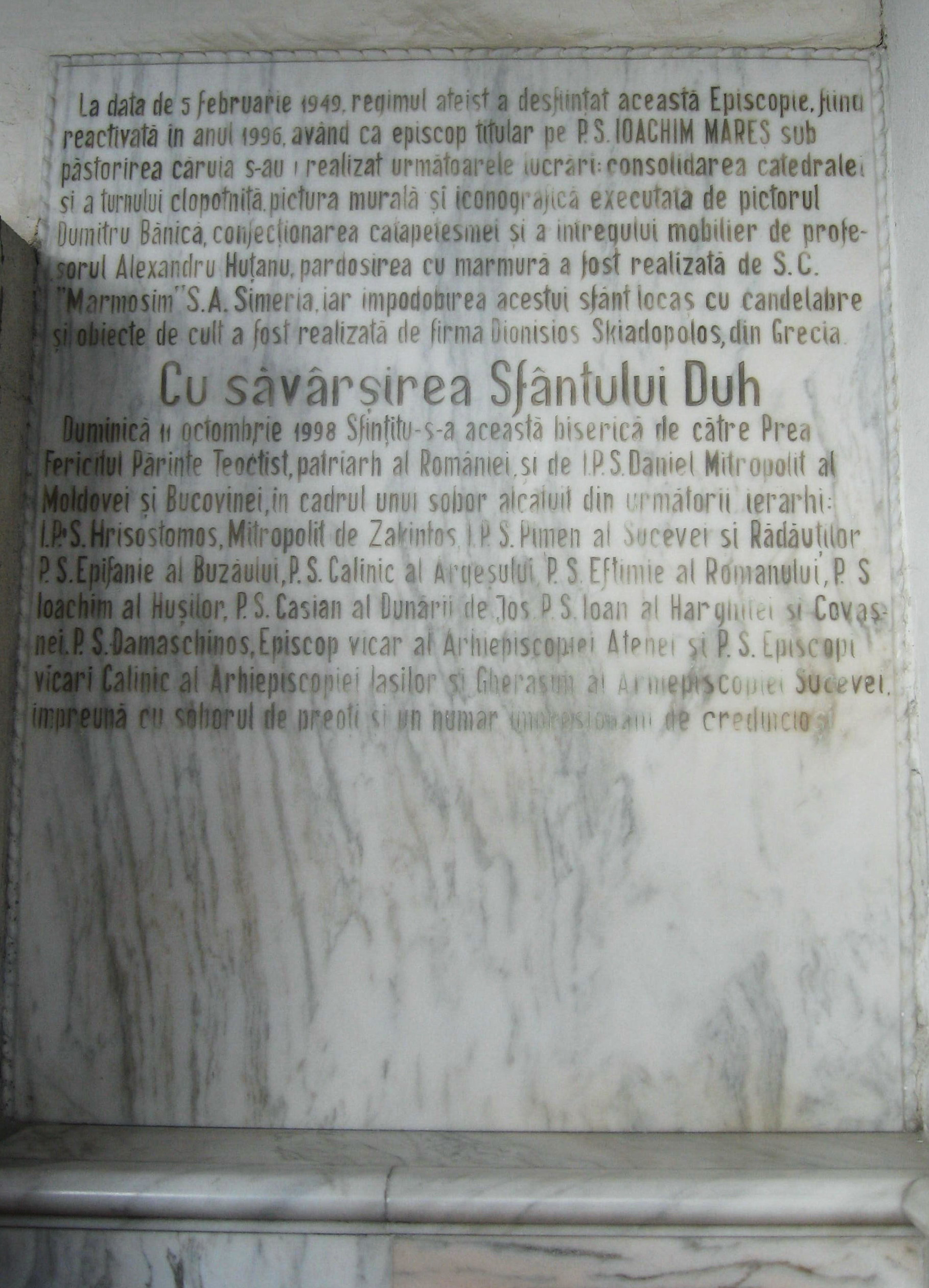
Pisania pusă în 1998, cu prilejul resfinţirii bisericii
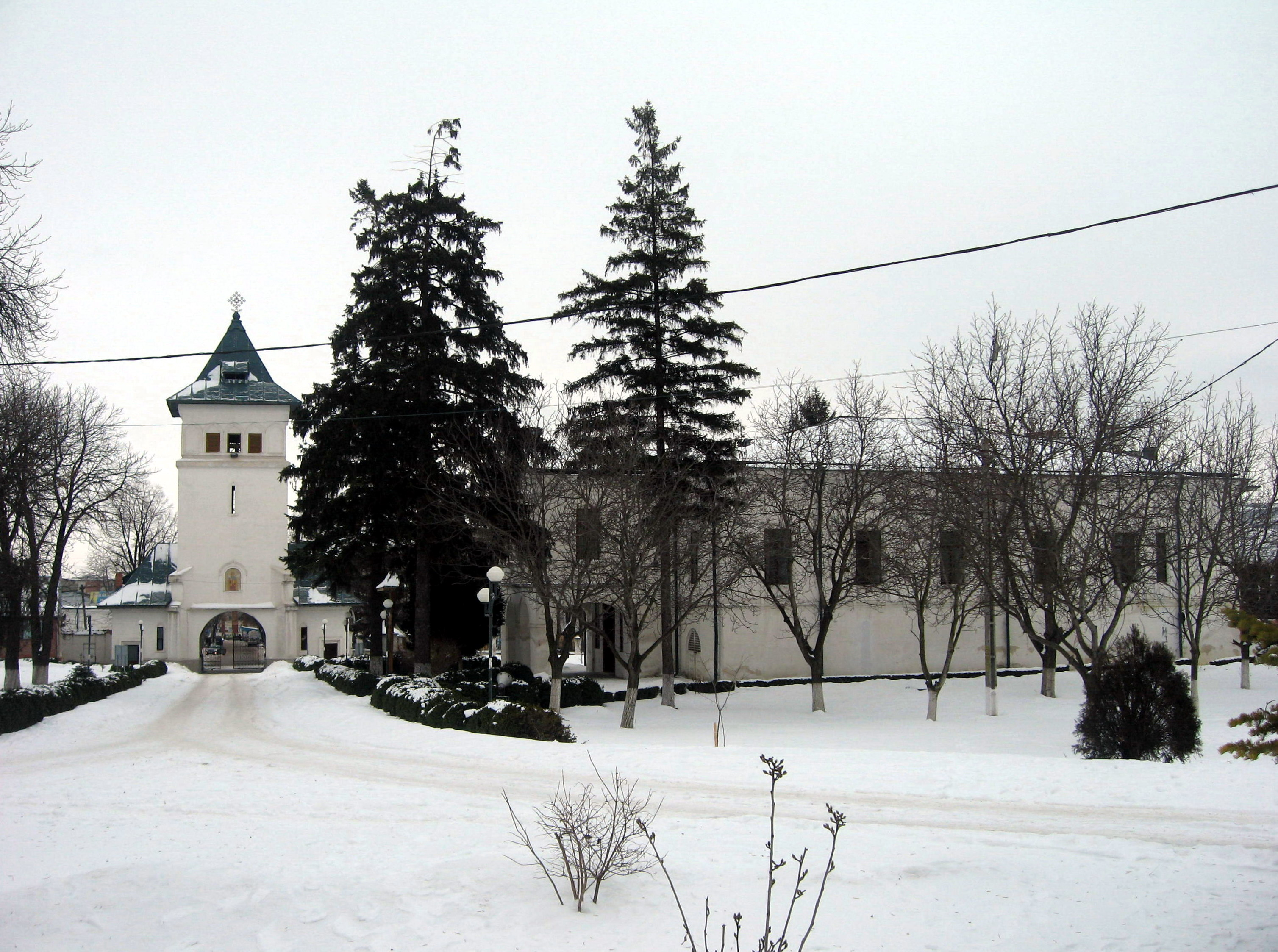
Turnul de poartă şi palatul episcopal
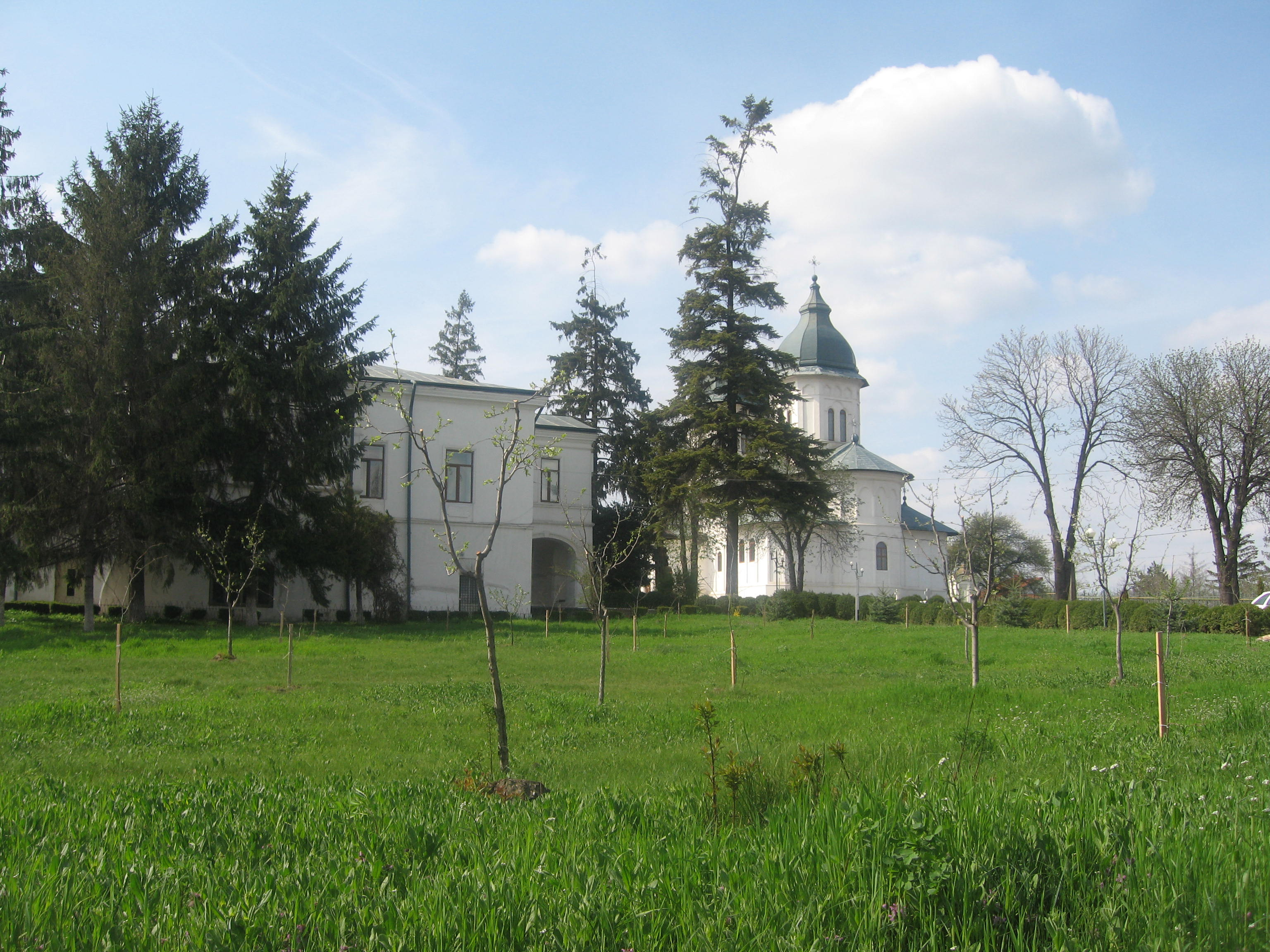
Biserica şi palatul episcopal
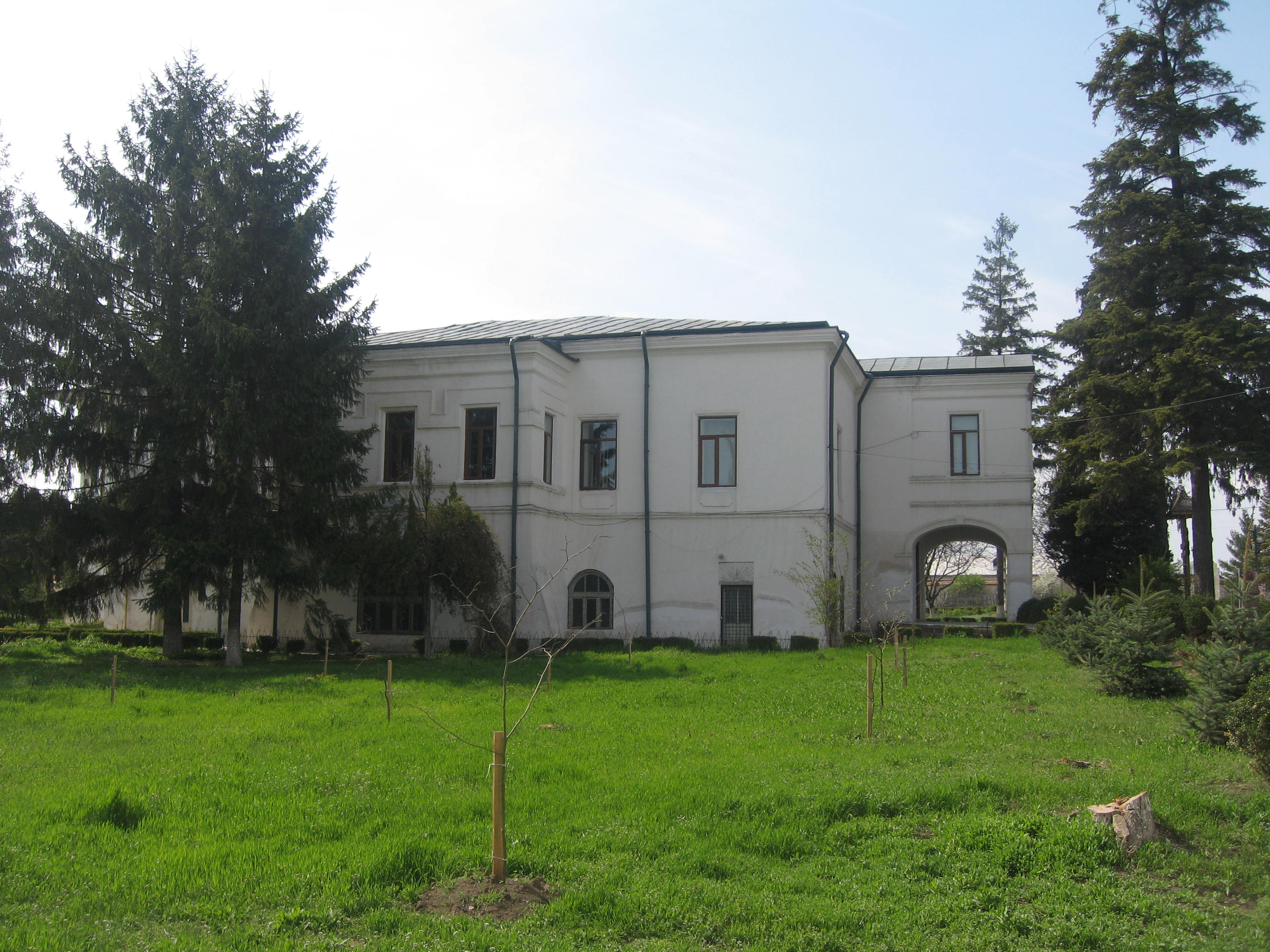
Palatul episcopal
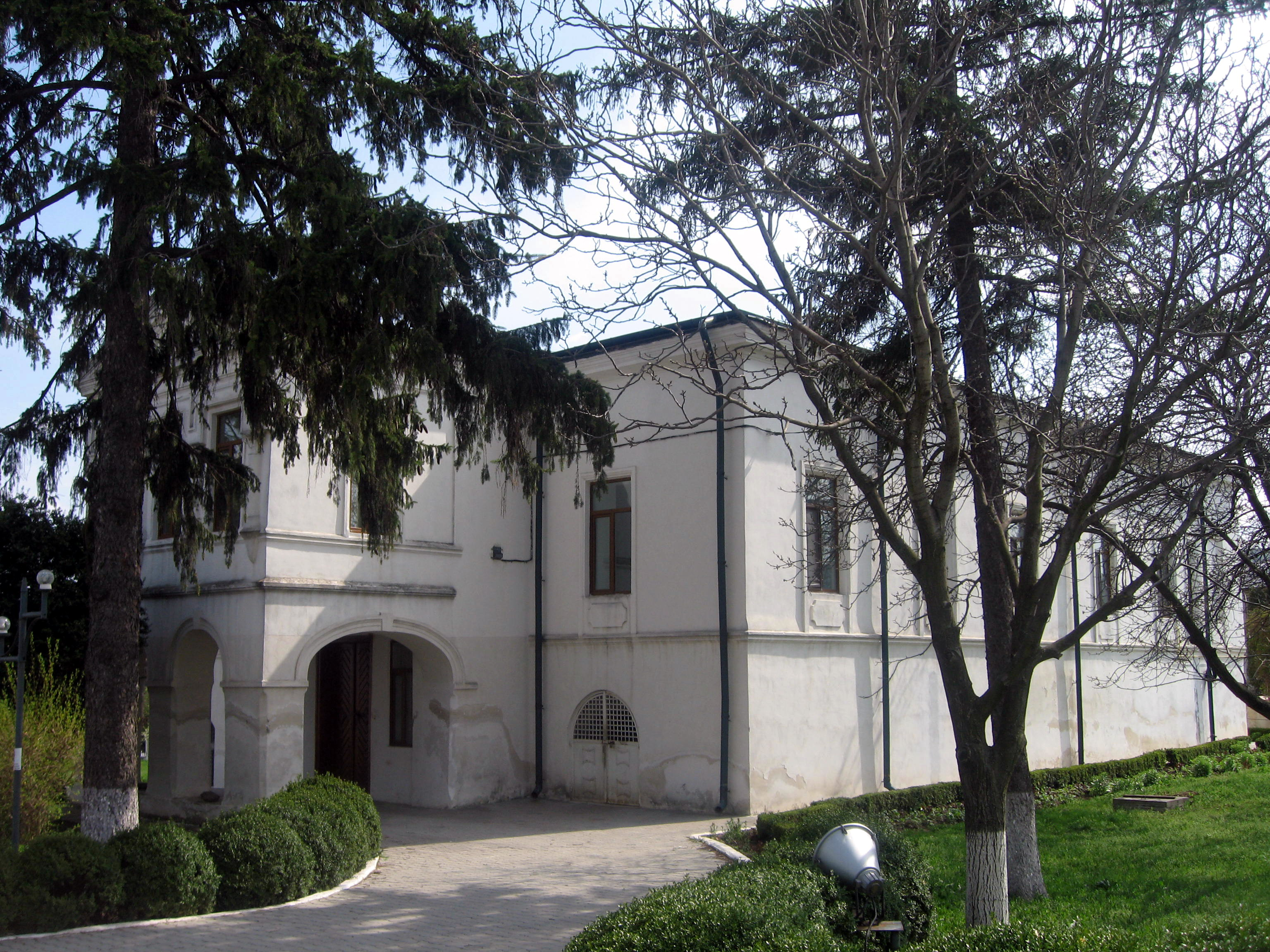
Palatul episcopal
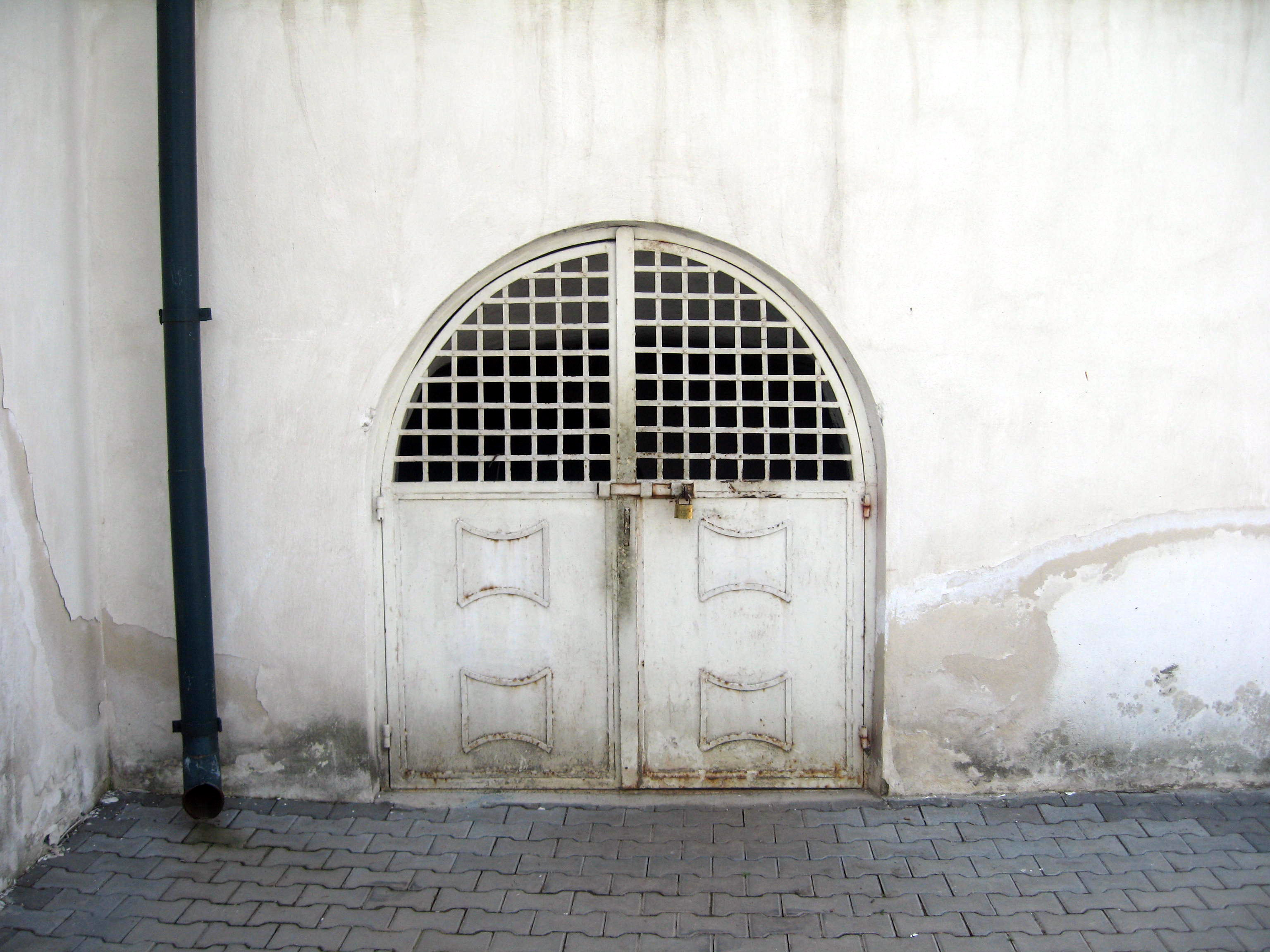
Pivniţa fostei case domneşti, din vremea lui Ştefan cel Mare
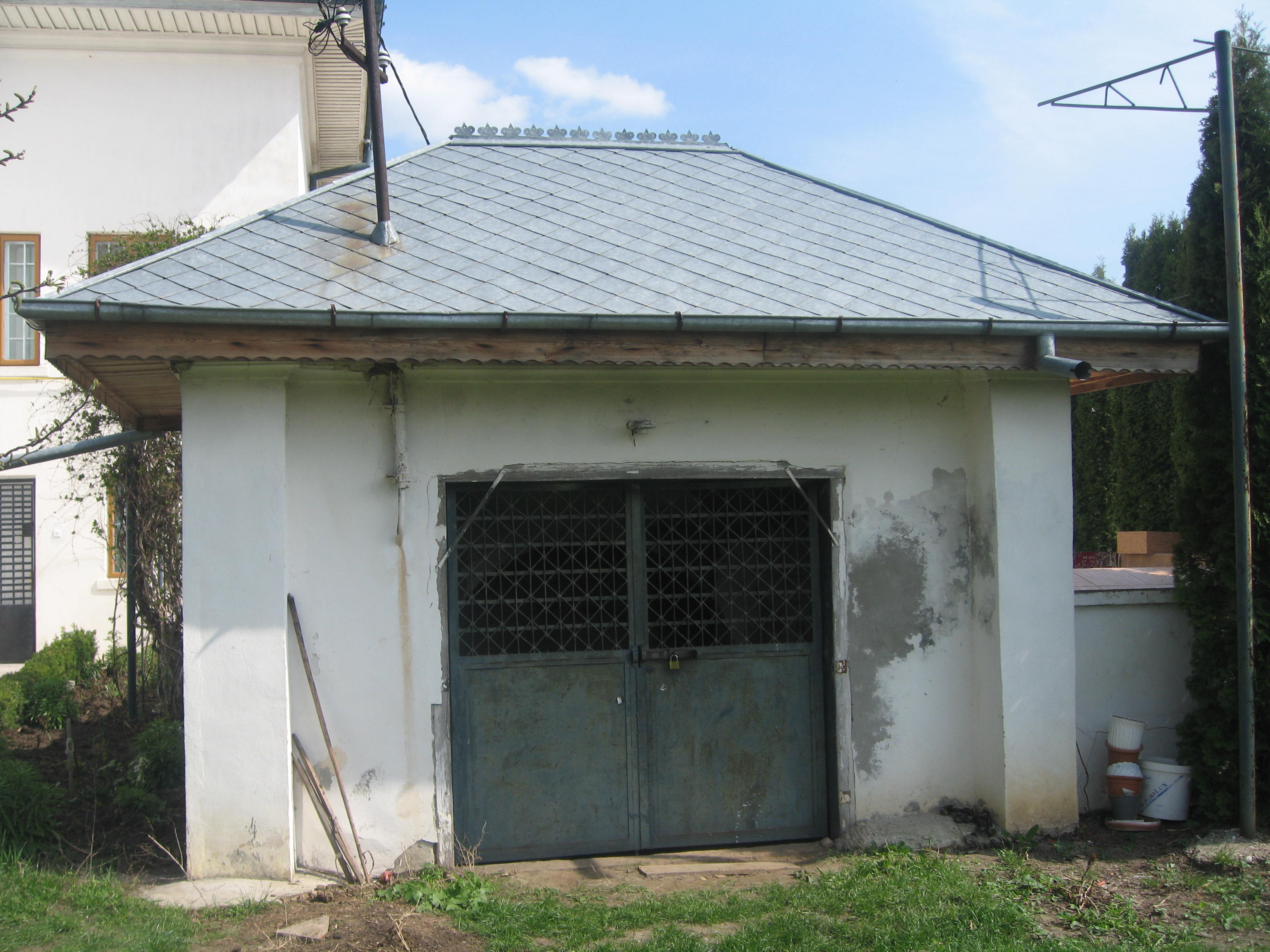
Cişmeaua veche
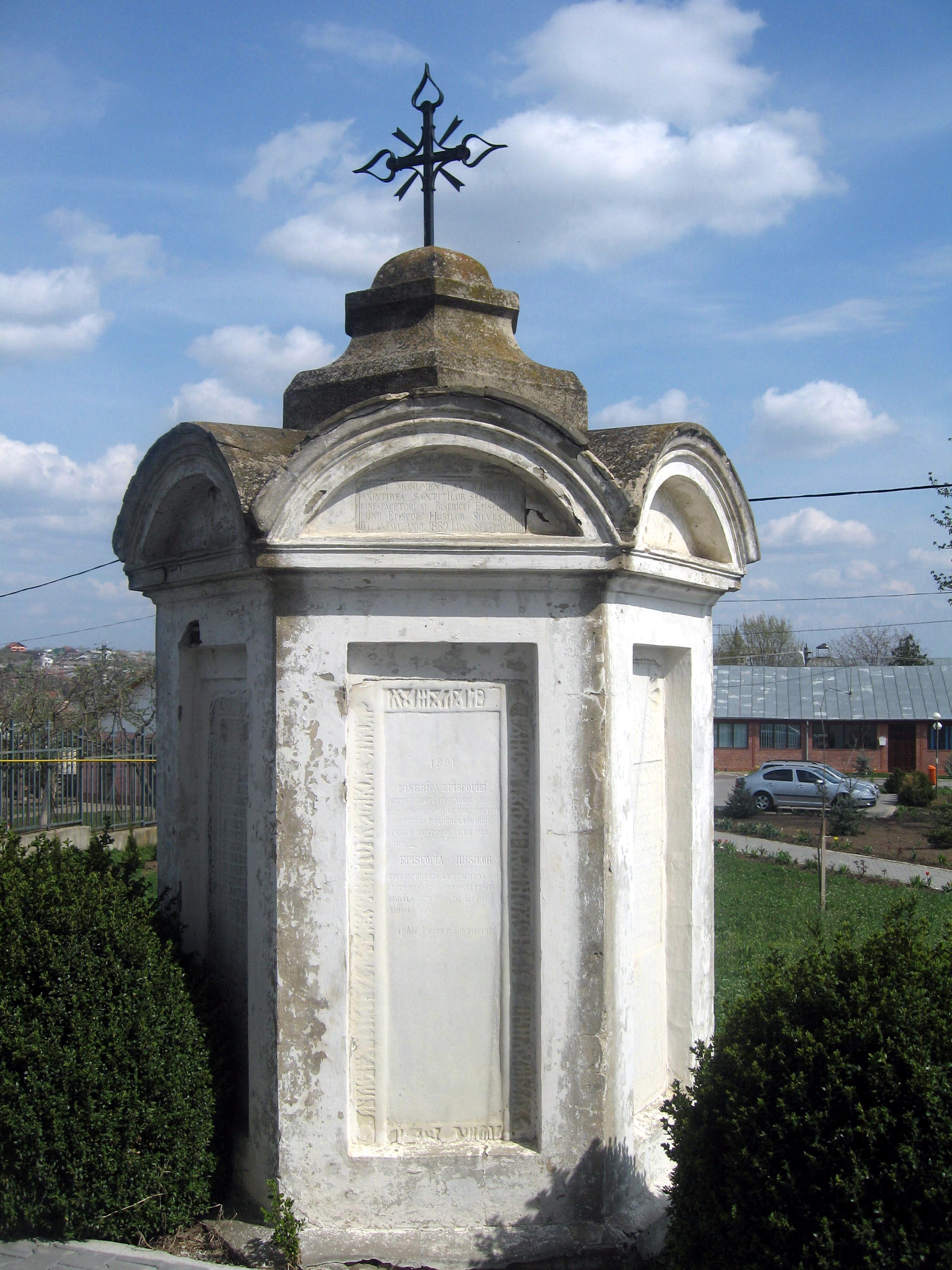
Monumentul ridicat în memoria binefăcătorilor acestei biserici (1889)
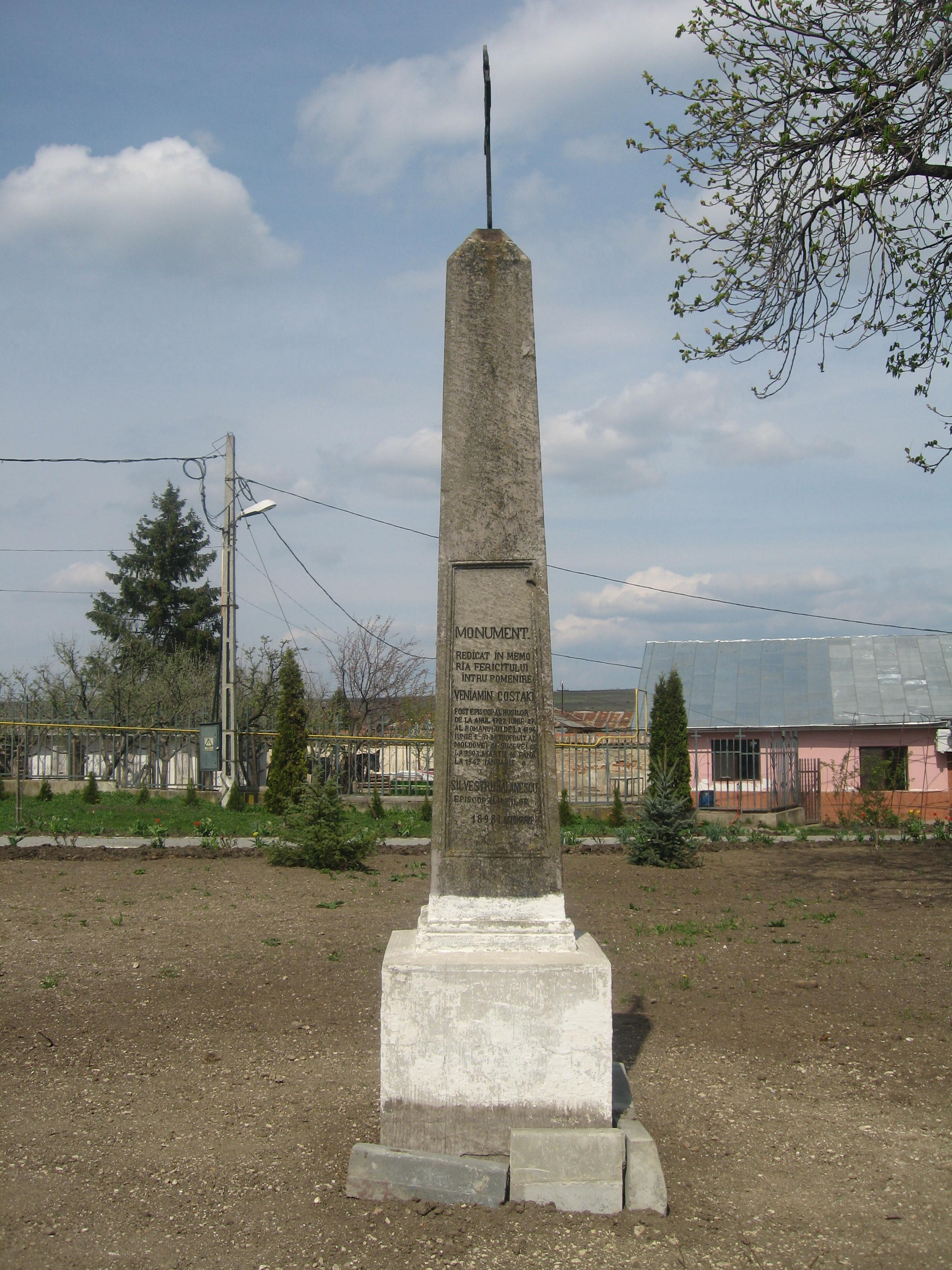
Monumentul ridicat în memoria lui Veniamin Costachi (1898)
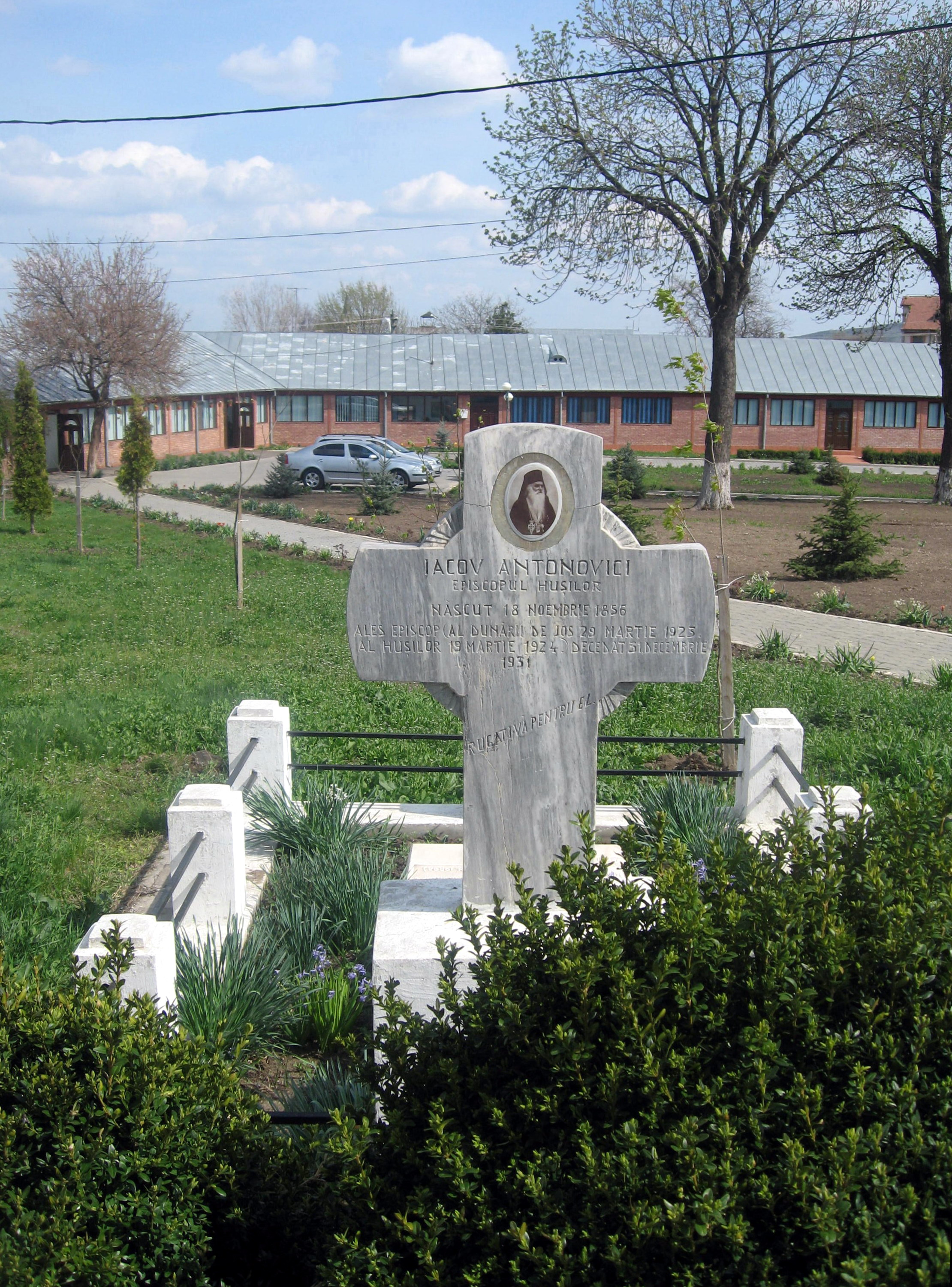
Mormântul episcopului Iacov Antonovici
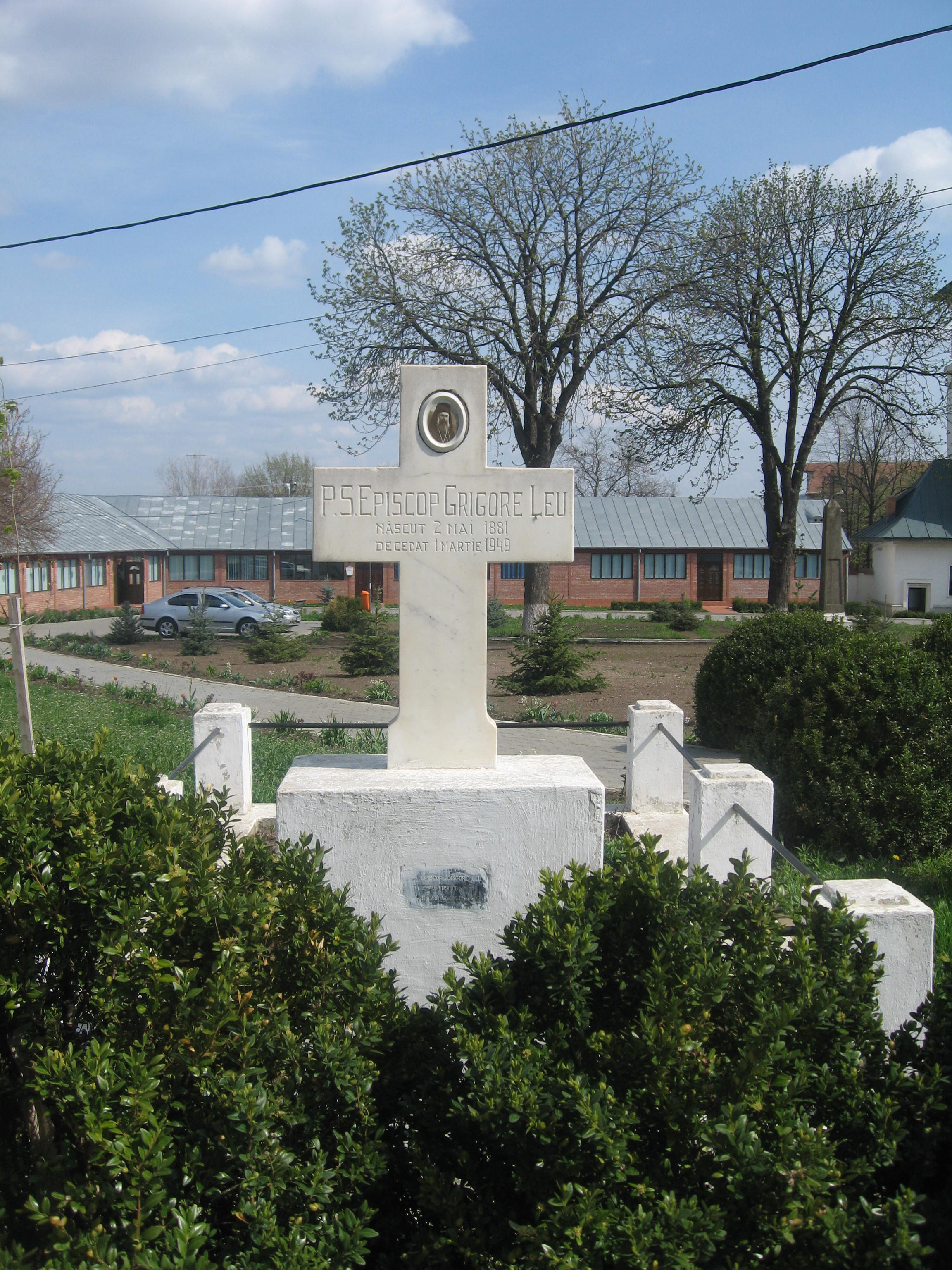
Mormântul episcopului Grigorie Leu